# PlusLiga (2020/2021)
PlusLiga 2020/2021 − 85. edycja mistrzostw Polski, po raz 68. przeprowadzona w formule ligowej, a po raz 21. jako liga profesjonalna. Organizatorem rozgrywek była Polska Liga Siatkówki SA. Zmagania zainaugurowano 11 września 2020 roku.

## System rozgrywek

### Faza zasadnicza
W fazie zasadniczej 14 drużyn rozgrywa ze sobą spotkania systemem kołowym (każdy z każdym – mecz u siebie i rewanż na wyjeździe). Do ćwierćfinałów fazy play-off awans uzyskuje 8 najlepszych drużyn. Drużyny z miejsc 9-12 rozgrywają mecze klasyfikacyjne odpowiednio o miejsce 9. i 11. Zespół, który zajął 14. miejsce w fazie zasadniczej, opuszcza PlusLigę i od sezonu 2021/2022 będzie miała prawo uczestniczyć w rozgrywkach 1. ligi.

### Faza play-off
Faza play-off składa się z trzech rund. W I rundzie rozgrywane są ćwierćfinały, w II rundzie – półfinały, natomiast w III rundzie – finały, mecze o 3. miejsce oraz mecze o miejsca 5., 7., 9. i 11.
I runda
Ćwierćfinały
W ćwierćfinałach fazy play-off grają drużyny, które w fazie zasadniczej zajęły miejsca 1-8. Ćwierćfinałowe pary tworzone są według klucza: 1-8; 2-7; 3-6; 4-5. Rywalizacja toczy się do dwóch wygranych meczów ze zmianą gospodarza po każdym meczu. Gospodarzami pierwszych spotkań są zespoły, które w fazie zasadniczej zajęły wyższe miejsce w tabeli.
II runda
Półfinały
W półfinałach grają zwycięzcy poszczególnych par ćwierćfinałowych. Pierwszą parę półfinałową tworzą zwycięzca rywalizacji 1-8 ze zwycięzcą rywalizacji 4-5, drugą natomiast – zwycięzca rywalizacji 2-7 ze zwycięzcą rywalizacji 3-6. Rywalizacja toczy się do dwóch wygranych meczów ze zmianą gospodarza po każdym meczu. Gospodarzami pierwszych spotkań są zespoły, które w fazie zasadniczej zajęły wyższe miejsce w tabeli.
III runda
Półfinały
O mistrzowski tytuł grają zwycięzcy w parach półfinałowych. Rywalizacja toczy się do dwóch wygranych meczów ze zmianą gospodarza po każdym meczu. Gospodarzem pierwszego spotkania jest zespół, który w fazie zasadniczej zajął wyższe miejsce w tabeli.
Mecze o 3. miejsce
O 3. miejsce grają przegrani w parach półfinałowych. Rywalizacja toczy się do dwóch wygranych meczów ze zmianą gospodarza po każdym meczu. Gospodarzem pierwszego spotkania jest zespół, który w fazie zasadniczej zajął wyższe miejsce w tabeli.
Mecze o miejsca 5-8
Przegrani w ćwierćfinałach tworzą pary i grają o miejsca 5-6 i 7-8. Drużyny wyżej sklasyfikowane w fazie zasadniczej rywalizują o miejsca 5-6, natomiast drużyny niżej sklasyfikowane w fazie zasadniczej grają o miejsca 7-8. Rozgrywają one dwumecz. Gospodarzami pierwszych spotkań są zespoły, które w fazie zasadniczej zajęły niższe miejsce w tabeli. Jeżeli drużyny wygrały po jednym spotkaniu, rozgrywany jest tzw. złoty set grany do 15 punktów z dwoma punktami przewagi jednej z drużyn.
Mecze o miejsca 9-12
Drużyny z miejsc 9-10 i 11-12 fazy zasadniczej tworzą pary i rywalizują w formie dwumeczów o miejsca 9. i 11. w klasyfikacji końcowej. Gospodarzami pierwszych spotkań są zespoły, które w fazie zasadniczej zajęły niższe miejsce w tabeli. Jeżeli drużyny wygrały po jednym spotkaniu, rozgrywany jest tzw. złoty set grany do 15 punktów z dwoma punktami przewagi jednej z drużyn.

## Drużyny uczestniczące
| | PlusLiga 2020/2021                 |    |        |
| --- | ---------------------------------- | -- | ------ |
| KED | Grupa Azoty ZAKSA Kędzierzyn-Koźle | 1  | LM     |
| WAR | Verva Warszawa Orlen Paliwa        | 2  | LM     |
| BEŁ | PGE Skra Bełchatów                 | 3  | LM     |
| JAS | Jastrzębski Węgiel                 | 4  | el. LM |
| GDA | Trefl Gdańsk                       | 5  |        |
| KAT | GKS Katowice                       | 6  |        |
| RAD | Cerrad Enea Czarni Radom           | 7  |        |
| OLS | Indykpol AZS Olsztyn               | 8  |        |
| SUW | Ślepsk Malow Suwałki               | 9  |        |
| ZAW | Aluron CMC Warta Zawiercie         | 10 |        |
| BĘD | MKS Będzin                         | 11 |        |
| LUB | Cuprum Lubin                       | 12 |        |
| RZE | Asseco Resovia Rzeszów             | 13 |        |
| | Awans z I ligi                     |    |        |
| NYS | Stal Nysa                          | 1  |        |
| Oznaczenia: - kolumna pierwsza – skróty nazw drużyn wpisane na mapie (jeśli ta została zamieszczona), - kolumna trzecia – miejsce zajęte przez daną drużynę w poprzednim sezonie. |                                    |    |        |

Uwagi:
- Jastrzębski Węgiel został zgłoszony do eliminacji do Ligi Mistrzów na podstawie decyzji Zarządu CEV z dnia 7 lipca 2020 roku, zgodnie z którą każda federacja mogła zgłosić jedną dodatkową drużynę, o ile spełniła regulaminowe warunki.

## Hale sportowe
| Klub                               | Hala sportowa                   | Miejscowość      | Liczba miejsc siedzących |
| ---------------------------------- | ------------------------------- | ---------------- | ------------------------ |
| Aluron CMC Warta Zawiercie         | Hala OSiR II                    | Zawiercie        | 1500                     |
| Asseco Resovia Rzeszów             | Hala Podpromie                  | Rzeszów          | 4304                     |
| Cerrad Enea Czarni Radom           | Hala MOSiR                      | Radom            | 1600                     |
| Cuprum Lubin                       | Hala widowiskowo-sportowa RCS   | Lubin            | 3714                     |
| GKS Katowice                       | Ośrodek Sportowy „Szopienice”   | Katowice         | 1534                     |
| Grupa Azoty ZAKSA Kędzierzyn-Koźle | Hala Azoty                      | Kędzierzyn-Koźle | 3375                     |
| Indykpol AZS Olsztyn               | Hala Urania                     | Olsztyn          | 2400                     |
| Jastrzębski Węgiel                 | Hala widowiskowo-sportowa       | Jastrzębie-Zdrój | 3112                     |
| MKS Będzin                         | Hala widowiskowo-sportowa MOSiR | Sosnowiec        | 1400                     |
| PGE Skra Bełchatów                 | Hala Energia                    | Bełchatów        | 2700                     |
| Stal Nysa                          | Hala Nysa                       | Nysa             | 2500                     |
| Ślepsk Malow Suwałki               | Suwałki Arena                   | Suwałki          | 2165                     |
| Trefl Gdańsk                       | Ergo Arena                      | Gdańsk           | 11200                    |
| Verva Warszawa Orlen Paliwa        | Arena Ursynów                   | Warszawa         | 1500                     |

## Trenerzy
| Klub                               | Pierwszy trener      | Narodowość | Drugi trener         | Narodowość |
| ---------------------------------- | -------------------- | ---------- | -------------------- | ---------- |
| Aluron CMC Warta Zawiercie         | Igor Kolaković       | Czarnogóra | Dominik Kwapisiewicz | Polska     |
| Asseco Resovia Rzeszów             | Alberto Giuliani     | Włochy     | Alfredo Martilotti   | Włochy     |
| Cerrad Enea Czarni Radom           | Dmitrij Skoryj       | Rosja      |                      |            |
| GKS Katowice                       | Grzegorz Słaby       | Polska     | Damian Musiak        | Polska     |
| Grupa Azoty ZAKSA Kędzierzyn-Koźle | Nikola Grbić         | Serbia     | Michał Chadała       | Polska     |
| Indykpol AZS Olsztyn               | Daniel Castellani    | Argentyna  | Marcin Mierzejewski  | Polska     |
| Jastrzębski Węgiel                 | Andrea Gardini       | Włochy     | Leszek Dejewski      | Polska     |
| Cuprum Lubin                       | Marcelo Fronckowiak  | Brazylia   | Paweł Rusek          | Polska     |
| MKS Będzin                         | Jakub Bednaruk       | Polska     | Emil Siewiorek       | Polska     |
| PGE Skra Bełchatów                 | Michał Mieszko Gogol | Polska     | Radosław Kolanek     | Polska     |
| Stal Nysa                          | Krzysztof Stelmach   | Polska     | Paweł Potoczak       | Polska     |
| Ślepsk Malow Suwałki               | Andrzej Kowal        | Polska     | Mateusz Kuśmierz     | Polska     |
| Trefl Gdańsk                       | Michał Winiarski     | Polska     | Roberto Rotari       | Włochy     |
| Verva Warszawa Orlen Paliwa        | Andrea Anastasi      | Włochy     | Karol Rędzioch       | Polska     |

### Zmiany trenerów
| Klub                       | Były trener            | Narodowość | Data odejścia | Powód | Nowy trener            | Narodowość | Data przyjścia |       |
| -------------------------- | ---------------------- | ---------- | ------------- | --- | ---------------------- | ---------- | -------------- | ----- |
| Przed sezonem              |                        |            |               | |                        |            |                |       |
| Aluron CMC Warta Zawiercie | Dominik Kwapisiewicz   | Polska     | — (II trener) | koniec kontraktu | Igor Kolaković         | Czarnogóra | 14.05.2020     | [ 2 ] |
| Asseco Resovia Rzeszów     | Emanuele Zanini        | Włochy     | 08.04.2020    | koniec kontraktu | Alberto Giuliani       | Włochy     | 08.04.2020     | [ 3 ] |
| GKS Katowice               | Dariusz Daszkiewicz    | Polska     | 01.05.2020    | koniec kontraktu | Grzegorz Słaby         | Polska     | 02.06.2020     | [ 4 ] |
| Jastrzębski Węgiel         | Slobodan Kovač         | Serbia     | 14.04.2020    | koniec kontraktu | Luke Reynolds          | Australia  | 03.06.2020     | [ 5 ] |
| W trakcie sezonu           |                        |            |               | |                        |            |                |       |
| Cerrad Enea Czarni Radom   | Robert Prygiel         | Polska     | 14.01.2021    | niesatysfakcjonujący poziom gry zespołu oraz brak oczekiwanych wyników sportowych                                              | Dmitrij Skoryj         | Rosja      | 14.01.2021     | [ 6 ] |
| Jastrzębski Węgiel         | Luke Reynolds          | Australia  | 21.01.2021    | niesatysfakcjonujący poziom gry zespołu, niestabilna forma drużyny walczącej o najwyższe cele, niezadowalające wyniki sportowe | Leszek Dejewski (p.o.) | Polska     | 21.01.2021     | [ 7 ] |
| Jastrzębski Węgiel         | Leszek Dejewski (p.o.) | Polska     | — (II trener) | zakończenie okresu przejściowego                                                                                               | Andrea Gardini         | Włochy     | 24.01.2021     | [ 8 ] |

## Faza zasadnicza

### Tabela wyników
| Gospodarz \ Gość1                  | KED | WAR | BEŁ | JAS | GDA | KAT | RAD | OLS | SUW | ZAW | BĘD | LUB | RZE | NYS |
| ---------------------------------- | --- | --- | --- | --- | --- | --- | --- | --- | --- | --- | --- | --- | --- | --- |
| Grupa Azoty ZAKSA Kędzierzyn-Koźle | -   | 3:0 | 3:2 | 3:1 | 3:0 | 3:0 | 3:0 | 3:1 | 3:1 | 0:3 | 3:0 | 2:3 | 2:3 | 3:0 |
| Verva Warszawa Orlen Paliwa        | 1:3 | -   | 3:1 | 2:3 | 1:3 | 3:1 | 0:3 | 3:0 | 3:2 | 0:3 | 3:0 | 3:1 | 1:3 | 3:2 |
| PGE Skra Bełchatów                 | 1:3 | 3:1 | -   | 0:3 | 1:3 | 3:1 | 3:0 | 3:0 | 3:0 | 1:3 | 3:0 | 0:3 | 2:3 | 3:0 |
| Jastrzębski Węgiel                 | 1:3 | 2:3 | 3:2 | -   | 3:0 | 3:0 | 3:1 | 3:2 | 3:0 | 1:3 | 3:1 | 3:0 | 3:0 | 3:0 |
| Trefl Gdańsk                       | 0:3 | 3:2 | 1:3 | 1:3 | -   | 3:1 | 3:1 | 3:1 | 3:0 | 3:1 | 3:0 | 3:1 | 3:0 | 3:0 |
| GKS Katowice                       | 1:3 | 0:3 | 0:3 | 2:3 | 3:2 | -   | 2:3 | 3:1 | 3:1 | 3:1 | 3:1 | 2:3 | 2:3 | 3:2 |
| Cerrad Enea Czarni Radom           | 0:3 | 1:3 | 1:3 | 0:3 | 0:3 | 0:3 | -   | 3:2 | 0:3 | 2:3 | 3:0 | 3:1 | 2:3 | 3:1 |
| Indykpol AZS Olsztyn               | 0:3 | 3:2 | 0:3 | 3:1 | 3:0 | 3:1 | 3:1 | -   | 0:3 | 0:3 | 3:0 | 0:3 | 3:1 | 3:1 |
| Ślepsk Malow Suwałki               | 0:3 | 1:3 | 1:3 | 1:3 | 3:1 | 0:3 | 3:2 | 1:3 | -   | 0:3 | 3:0 | 3:1 | 3:1 | 3:1 |
| Aluron CMC Warta Zawiercie         | 1:3 | 0:3 | 0:3 | 2:3 | 0:3 | 3:0 | 3:0 | 3:0 | 3:1 | -   | 3:2 | 3:0 | 0:3 | 1:3 |
| MKS Będzin                         | 1:3 | 1:3 | 0:3 | 1:3 | 2:3 | 0:3 | 1:3 | 0:3 | 0:3 | 1:3 | -   | 3:1 | 1:3 | 0:3 |
| Cuprum Lubin                       | 1:3 | 2:3 | 1:3 | 0:3 | 2:3 | 2:3 | 3:0 | 0:3 | 0:3 | 3:1 | 3:0 | -   | 3:1 | 3:2 |
| Asseco Resovia Rzeszów             | 0:3 | 2:3 | 3:0 | 0:3 | 3:2 | 3:0 | 3:0 | 3:1 | 1:3 | 3:0 | 3:0 | 3:1 | -   | 3:1 |
| Stal Nysa                          | 0:3 | 2:3 | 3:0 | 3:1 | 0:3 | 2:3 | 2:3 | 3:1 | 1:3 | 2:3 | 2:3 | 1:3 | 2:3 | -   |

Źródło: PlusLiga (pol.)
1 Drużyna gospodarzy jest wymieniona po lewej stronie tabeli.
Kolory:
  zwycięstwo gospodarzy 3:0 lub 3:1
  zwycięstwo gospodarzy 3:2
  zwycięstwo gości 3:0 lub 3:1
  zwycięstwo gości 3:2

### Terminarz i wyniki
| Data        | Godz. | Gospodarz                          | Rezultat                                | Gość                               | Widzów | MVP                  |
| ----------- | ----- | ---------------------------------- | --------------------------------------- | ---------------------------------- | ------ | -------------------- |
| 1. KOLEJKA  |       |                                    |                                         |                                    |        |                      |
| 11.09.2020  | 17:30 | Stal Nysa                          | 0:3 (19:25, 13:25, 16:25)               | Grupa Azoty ZAKSA Kędzierzyn-Koźle | 1252   | Łukasz Kaczmarek     |
| 13.09.2020  | 17:30 | MKS Będzin                         | 1:3 (20:25, 14:25, 25:20, 24:26)        | Verva Warszawa Orlen Paliwa        | 350    | Piotr Nowakowski     |
| 12.09.2020  | 17:30 | Cuprum Lubin                       | 1:3 (25:20, 22:25, 28:30, 24:26)        | PGE Skra Bełchatów                 | 460    | Norbert Huber        |
| 13.09.2020  | 20:30 | Aluron CMC Warta Zawiercie         | 2:3 (21:25, 25:19, 25:19, 25:27, 12:15) | Jastrzębski Węgiel                 | 750    | Tomasz Fornal        |
| 17.01.2021  | 14:45 | Asseco Resovia Rzeszów             | 3:2 (25:20, 29:31, 26:24, 17:25, 17:15) | Trefl Gdańsk                       | 0      | Timo Tammemaa        |
| 12.09.2020  | 14:45 | Cerrad Enea Czarni Radom           | 3:2 (25:17, 23:25, 19:25, 25:21, 15:13) | Indykpol AZS Olsztyn               | 700    | Dawid Konarski       |
| 12.09.2020  | 20:30 | Ślepsk Malow Suwałki               | 0:3 (18:25, 22:25, 25:27)               | GKS Katowice                       | 1175   | Miłosz Zniszczoł     |
| 2. KOLEJKA  |       |                                    |                                         |                                    |        |                      |
| 21.09.2020  | 20:30 | GKS Katowice                       | 3:2 (23:25, 20:25, 25:21, 25:18, 15:12) | Stal Nysa                          | 276    | Jakub Jarosz         |
| 19.09.2020  | 17:30 | Indykpol AZS Olsztyn               | 0:3 (22:25, 21:25, 27:29)               | Ślepsk Malow Suwałki               | 850    | Bartłomiej Bołądź    |
| 20.09.2020  | 20:30 | Cerrad Enea Czarni Radom           | 0:3 (19:25, 21:25, 11:25)               | Trefl Gdańsk                       | 700    | Mariusz Wlazły       |
| 19.09.2020  | 14:45 | Jastrzębski Węgiel                 | 3:0 (25:21, 25:16, 25:18)               | Asseco Resovia Rzeszów             | 873    | Mohammed Al Hachdadi |
| 20.09.2020  | 14:45 | PGE Skra Bełchatów                 | 1:3 (27:25, 24:26, 24:26, 23:25)        | Aluron CMC Warta Zawiercie         | 638    | Mateusz Malinowski   |
| 18.09.2020  | 20:30 | Cuprum Lubin                       | 2:3 (25:20, 25:23, 18:25, 21:25, 12:15) | Verva Warszawa Orlen Paliwa        | 390    | Artur Szalpuk        |
| 19.09.2020  | 20:30 | Grupa Azoty ZAKSA Kędzierzyn-Koźle | 3:0 (25:16, 25:19, 25:23)               | MKS Będzin                         | 480    | Kamil Semeniuk       |
| 3. KOLEJKA  |       |                                    |                                         |                                    |        |                      |
| 05.01.2021  | 17:30 | Verva Warszawa Orlen Paliwa        | 3:2 (25:10, 22:25, 23:25, 25:22, 20:18) | Stal Nysa                          | 0      | Bartosz Kwolek       |
| 26.09.2020  | 14:45 | PGE Skra Bełchatów                 | 1:3 (25:23, 21:25, 17:25, 23:25)        | Grupa Azoty ZAKSA Kędzierzyn-Koźle | 563    | Aleksander Śliwka    |
| 27.09.2020  | 14:45 | MKS Będzin                         | 1:3 (25:22, 15:25, 18:25, 18:25)        | Jastrzębski Węgiel                 | 360    | Mohammed Al Hachdadi |
| 25.09.2020  | 20:30 | Trefl Gdańsk                       | 3:1 (16:25, 25:18, 25:15, 25:18)        | Cuprum Lubin                       | 1600   | Bartłomiej Lipiński  |
| 26.09.2020  | 17:30 | Indykpol AZS Olsztyn               | 0:3 (23:25, 18:25, 15:25)               | Aluron CMC Warta Zawiercie         | 714    | Maximiliano Cavanna  |
| 25.09.2020  | 17:30 | GKS Katowice                       | 2:3 (15:25, 18:25, 25:19, 25:22, 7:15)  | Asseco Resovia Rzeszów             | 326    | Klemen Čebulj        |
| 28.10.2020  | 17:30 | Ślepsk Malow Suwałki               | 3:2 (23:25, 25:23, 25:16, 25:27, 15:8)  | Cerrad Enea Czarni Radom           | 0      | Bartłomiej Bołądź    |
| 4. KOLEJKA  |       |                                    |                                         |                                    |        |                      |
| 01.10.2020  | 17:30 | Stal Nysa                          | 2:3 (25:21, 25:27, 25:22, 12:25, 19:21) | Cerrad Enea Czarni Radom           | 1250   | Brenden Sander       |
| 17.11.2020  | 17:30 | Asseco Resovia Rzeszów             | 1:3 (25:19, 23:25, 21:25, 21:25)        | Ślepsk Malow Suwałki               | 0      | Bartłomiej Bołądź    |
| 29.09.2020  | 20:30 | Aluron CMC Warta Zawiercie         | 3:0 (25:21, 25:16, 25:23)               | GKS Katowice                       | 617    | Maximiliano Cavanna  |
| 29.09.2020  | 17:30 | Cuprum Lubin                       | 0:3 (22:25, 20:25, 21:25)               | Indykpol AZS Olsztyn               | 290    | Damian Schulz        |
| 30.09.2020  | 20:30 | MKS Będzin                         | 2:3 (25:23, 21:25, 20:25, 25:22, 11:15) | Trefl Gdańsk                       | 240    | Bartłomiej Lipiński  |
| 30.09.2020  | 17:30 | Grupa Azoty ZAKSA Kędzierzyn-Koźle | 3:1 (25:20, 27:29, 25:23, 25:20)        | Jastrzębski Węgiel                 | 980    | Kamil Semeniuk       |
| 25.11.2020  | 20:30 | Verva Warszawa Orlen Paliwa        | 3:1 (23:25, 25:11, 29:27, 25:23)        | PGE Skra Bełchatów                 | 0      | Michał Superlak      |
| 5. KOLEJKA  |       |                                    |                                         |                                    |        |                      |
| 05.10.2020  | 20:30 | PGE Skra Bełchatów                 | 3:0 (25:22, 25:15, 25:20)               | Stal Nysa                          | 219    | Bartosz Filipiak     |
| 12.01.2021  | 20:30 | Jastrzębski Węgiel                 | 2:3 (25:18, 25:23, 25:27, 19:25, 9:15)  | Verva Warszawa Orlen Paliwa        | 0      | Igor Grobelny        |
| 03.10.2020  | 20:30 | Trefl Gdańsk                       | 0:3 (21:25, 20:25, 23:25)               | Grupa Azoty ZAKSA Kędzierzyn-Koźle | 0      | Łukasz Kaczmarek     |
| 18.11.2020  | 17:30 | GKS Katowice                       | 2:3 (23:25, 21:25, 25:23, 25:21, 13:15) | Cuprum Lubin                       | 0      | Przemysław Smoliński |
| 27.01.2021  | 15:00 | Aluron CMC Warta Zawiercie         | 3:1 (32:34, 25:19, 27:25, 25:13)        | Ślepsk Malow Suwałki               | 0      | Garrett Muagututia   |
| 04.10.2020  | 17:30 | Cerrad Enea Czarni Radom           | 2:3 (23:25, 17:25, 25:23, 25:20, 17:19) | Asseco Resovia Rzeszów             | 700    | Karol Butryn         |
| 18.11.2020  | 18:00 | Indykpol AZS Olsztyn               | 3:0 (25:18, 25:18, 25:7)                | MKS Będzin                         | 0      | Wojciech Żaliński    |
| 6. KOLEJKA  |       |                                    |                                         |                                    |        |                      |
| 10.10.2020  | 20:30 | Stal Nysa                          | 2:3 (22:25, 25:19, 25:22, 18:25, 12:15) | Asseco Resovia Rzeszów             | 450    | Karol Butryn         |
| 10.10.2020  | 14:45 | Aluron CMC Warta Zawiercie         | 3:0 (25:21, 25:20, 25:22)               | Cerrad Enea Czarni Radom           | 375    | Flávio Gualberto     |
| 11.10.2020  | 17:30 | Cuprum Lubin                       | 0:3 (19:25, 22:25, 20:25)               | Ślepsk Malow Suwałki               | 250    | Kévin Klinkenberg    |
| 20.10.2020  | 20:30 | MKS Będzin                         | 0:3 (26:28, 23:25, 18:25)               | GKS Katowice                       | 0      | Miłosz Zniszczoł     |
| 10.10.2020  | 17:30 | Grupa Azoty ZAKSA Kędzierzyn-Koźle | 3:1 (25:21, 25:18, 17:25, 25:16)        | Indykpol AZS Olsztyn               | 560    | Aleksander Śliwka    |
| 28.10.2020  | 20:30 | Verva Warszawa Orlen Paliwa        | 1:3 (25:23, 23:25, 17:25, 25:27)        | Trefl Gdańsk                       | 0      | Bartłomiej Lipiński  |
| 16.01.2021  | 14:45 | PGE Skra Bełchatów                 | 0:3 (25:27, 23:25, 18:25)               | Jastrzębski Węgiel                 | 0      | Jakub Popiwczak      |
| 7. KOLEJKA  |       |                                    |                                         |                                    |        |                      |
| 02.02.2021  | 15:00 | Jastrzębski Węgiel                 | 3:0 (27:25, 25:19, 25:20)               | Stal Nysa                          | 0      | Mohammed Al Hachdadi |
| 14.10.2020  | 20:30 | Trefl Gdańsk                       | 1:3 (25:23, 23:25, 20:25, 15:25)        | PGE Skra Bełchatów                 | 0      | Milan Katić          |
| 15.10.2020  | 17:30 | Indykpol AZS Olsztyn               | 3:2 (22:25, 25:22, 21:25, 25:14, 15:13) | Verva Warszawa Orlen Paliwa        | 238    | Damian Schulz        |
| 10.01.2021  | 14:45 | Grupa Azoty ZAKSA Kędzierzyn-Koźle | 3:0 (25:16, 26:24, 25:16)               | GKS Katowice                       | 0      | Łukasz Kaczmarek     |
| 11.11.2020  | 20:30 | MKS Będzin                         | 0:3 (22:25, 23:25, 20:25)               | Ślepsk Malow Suwałki               | 0      | Bartłomiej Bołądź    |
| 04.11.2020  | 20:30 | Cerrad Enea Czarni Radom           | 3:1 (16:25, 27:25, 25:22, 25:19)        | Cuprum Lubin                       | 0      | Michał Kędzierski    |
| 02.12.2020  | 17:30 | Asseco Resovia Rzeszów             | 3:0 (25:18, 25:23, 26:24)               | Aluron CMC Warta Zawiercie         | 0      | Klemen Čebulj        |
| 8. KOLEJKA  |       |                                    |                                         |                                    |        |                      |
| 24.10.2020  | 17:30 | Jastrzębski Węgiel                 | 3:0 (25:19, 25:19, 33:31)               | Trefl Gdańsk                       | 0      | Mohammed Al Hachdadi |
| 16.12.2020  | 17:30 | PGE Skra Bełchatów                 | 3:0 (25:17, 25:21, 25:22)               | Indykpol AZS Olsztyn               | 0      | Norbert Huber        |
| 18.10.2020  | 14:45 | Verva Warszawa Orlen Paliwa        | 3:1 (21:25, 25:11, 25:22, 25:16)        | GKS Katowice                       | 0      | Piotr Nowakowski     |
| 31.10.2020  | 14:45 | Ślepsk Malow Suwałki               | 0:3 (24:26, 23:25, 19:25)               | Grupa Azoty ZAKSA Kędzierzyn-Koźle | 0      | Łukasz Kaczmarek     |
| 03.12.2020  | 17:30 | MKS Będzin                         | 1:3 (23:25, 25:18, 23:25, 17:25)        | Cerrad Enea Czarni Radom           | 0      | Dawid Konarski       |
| 09.12.2020  | 17:30 | Cuprum Lubin                       | 3:1 (25:21, 21:25, 25:23, 25:23)        | Asseco Resovia Rzeszów             | 0      | Miguel Tavares       |
| 17.11.2020  | 20:30 | Aluron CMC Warta Zawiercie         | 1:3 (25:22, 22:25, 20:25, 22:25)        | Stal Nysa                          | 0      | Wassim Ben Tara      |
| 9. KOLEJKA  |       |                                    |                                         |                                    |        |                      |
| 15.12.2020  | 17:30 | Aluron CMC Warta Zawiercie         | 3:0 (25:23, 25:14, 25:19)               | Cuprum Lubin                       | 0      | Mateusz Malinowski   |
| 07.01.2021  | 17:30 | MKS Będzin                         | 1:3 (21:25, 25:23, 20:25, 16:25)        | Asseco Resovia Rzeszów             | 0      | Karol Butryn         |
| 13.01.2021  | 20:30 | Cerrad Enea Czarni Radom           | 0:3 (19:25, 14:25, 17:25)               | Grupa Azoty ZAKSA Kędzierzyn-Koźle | 0      | Aleksander Śliwka    |
| 23.10.2020  | 20:30 | Ślepsk Malow Suwałki               | 1:3 (25:20, 22:25, 16:25, 23:25)        | Verva Warszawa Orlen Paliwa        | 0      | Igor Grobelny        |
| 03.01.2021  | 14:45 | GKS Katowice                       | 0:3 (19:25, 22:25, 31:33)               | PGE Skra Bełchatów                 | 0      | Milad Ebadipur       |
| 20.01.2021  | 17:30 | Indykpol AZS Olsztyn               | 3:1 (15:25, 27:25, 26:24, 25:16)        | Jastrzębski Węgiel                 | 0      | Damian Schulz        |
| 15.12.2020  | 20:30 | Trefl Gdańsk                       | 3:0 (25:19, 26:24, 25:16)               | Stal Nysa                          | 0      | Bartłomiej Lipiński  |
| 10. KOLEJKA |       |                                    |                                         |                                    |        |                      |
| 04.02.2021  | 15:00 | Trefl Gdańsk                       | 3:1 (21:25, 25:22, 25:22, 25:21)        | Indykpol AZS Olsztyn               | 0      | Łukasz Kozub         |
| 06.01.2021  | 17:30 | Jastrzębski Węgiel                 | 3:0 (26:24, 25:18, 25:18)               | GKS Katowice                       | 0      | Tomasz Fornal        |
| 01.02.2021  | 17:30 | PGE Skra Bełchatów                 | 3:0 (25:17, 26:24, 25:15)               | Ślepsk Malow Suwałki               | 0      | Karol Kłos           |
| 31.10.2020  | 20:30 | Verva Warszawa Orlen Paliwa        | 0:3 (17:25, 23:25, 19:25)               | Cerrad Enea Czarni Radom           | 0      | Dawid Dryja          |
| 31.01.2021  | 14:45 | Grupa Azoty ZAKSA Kędzierzyn-Koźle | 2:3 (19:25, 21:25, 25:17, 25:19, 14:16) | Asseco Resovia Rzeszów             | 0      | Karol Butryn         |
| 07.12.2020  | 20:30 | MKS Będzin                         | 1:3 (25:19, 23:25, 23:25, 17:25)        | Aluron CMC Warta Zawiercie         | 0      | Maximiliano Cavanna  |
| 19.01.2021  | 17:30 | Stal Nysa                          | 1:3 (25:20, 23:25, 29:31, 16:25)        | Cuprum Lubin                       | 0      | Ronald Jimenez       |
| 11. KOLEJKA |       |                                    |                                         |                                    |        |                      |
| 01.11.2020  | 17:30 | MKS Będzin                         | 3:1 (25:20, 25:23, 20:25, 25:21)        | Cuprum Lubin                       | 0      | Rafał Faryna         |
| 19.01.2021  | 20:30 | Aluron CMC Warta Zawiercie         | 1:3 (21:25, 25:23, 13:25, 19:25)        | Grupa Azoty ZAKSA Kędzierzyn-Koźle | 0      | Jakub Kochanowski    |
| 29.12.2020  | 20:30 | PGE Skra Bełchatów                 | 3:0 (27:25, 25:22, 25:12)               | Cerrad Enea Czarni Radom           | 0      | Dušan Petković       |
| 04.11.2020  | 17:30 | Ślepsk Malow Suwałki               | 1:3 (17:25, 25:18, 22:25, 22:25)        | Jastrzębski Węgiel                 | 0      | Jakub Popiwczak      |
| 20.01.2021  | 20:30 | GKS Katowice                       | 3:2 (15:25, 25:23, 25:19, 19:25, 15:11) | Trefl Gdańsk                       | 0      | Miłosz Zniszczoł     |
| 14.01.2021  | 17:30 | Indykpol AZS Olsztyn               | 3:1 (25:19, 25:22, 20:25, 25:20)        | Stal Nysa                          | 0      | Damian Schulz        |
| 28.01.2021  | 15:00 | Asseco Resovia Rzeszów             | 2:3 (25:22, 27:25, 22:25, 23:25, 10:15) | Verva Warszawa Orlen Paliwa        | 0      | Bartosz Kwolek       |
| 12. KOLEJKA |       |                                    |                                         |                                    |        |                      |
| 09.11.2020  | 17:30 | Stal Nysa                          | 2:3 (21:25, 25:17, 25:22, 24:26, 12:15) | MKS Będzin                         | 0      | José Ademar Santana  |
| 27.10.2020  | 17:30 | Cuprum Lubin                       | 1:3 (15:25, 25:21, 20:25, 16:25)        | Grupa Azoty ZAKSA Kędzierzyn-Koźle | 0      | Aleksander Śliwka    |
| 08.11.2020  | 20:30 | Verva Warszawa Orlen Paliwa        | 0:3 (18:25, 20:25, 23:25)               | Aluron CMC Warta Zawiercie         | 0      | Mateusz Malinowski   |
| 13.01.2021  | 17:30 | PGE Skra Bełchatów                 | 2:3 (17:25, 16:25, 25:16, 25:23, 11:15) | Asseco Resovia Rzeszów             | 0      | Klemen Čebulj        |
| 07.11.2020  | 17:30 | Jastrzębski Węgiel                 | 3:1 (25:17, 25:17, 24:26, 25:17)        | Cerrad Enea Czarni Radom           | 0      | Mohammed Al Hachdadi |
| 07.11.2020  | 20:30 | Trefl Gdańsk                       | 3:0 (36:34, 25:14, 25:20)               | Ślepsk Malow Suwałki               | 0      | Pablo Crer           |
| 10.02.2021  | 18:00 | Indykpol AZS Olsztyn               | 3:1 (25:18, 22:25, 25:23, 25:16)        | GKS Katowice                       | 0      | Wojciech Żaliński    |
| 13. KOLEJKA |       |                                    |                                         |                                    |        |                      |
| 30.12.2020  | 17:30 | Verva Warszawa Orlen Paliwa        | 1:3 (17:25, 22:25, 25:23, 16:25)        | Grupa Azoty ZAKSA Kędzierzyn-Koźle | 0      | Jakub Kochanowski    |
| 15.11.2020  | 14:45 | MKS Będzin                         | 0:3 (17:25, 17:25, 22:25)               | PGE Skra Bełchatów                 | 0      | Kacper Piechocki     |
| 15.11.2020  | 20:30 | Jastrzębski Węgiel                 | 3:0 (25:17, 25:15, 28:26)               | Cuprum Lubin                       | 0      | Jurij Hładyr         |
| 15.11.2020  | 17:30 | Aluron CMC Warta Zawiercie         | 0:3 (22:25, 21:25, 23:25)               | Trefl Gdańsk                       | 0      | Kewin Sasak          |
| 13.11.2020  | 20:30 | Asseco Resovia Rzeszów             | 3:1 (29:27, 23:25, 25:13, 25:23)        | Indykpol AZS Olsztyn               | 0      | Klemen Čebulj        |
| 14.11.2020  | 14:45 | Cerrad Enea Czarni Radom           | 0:3 (16:25, 16:25, 21:25)               | GKS Katowice                       | 0      | Kamil Kwasowski      |
| 14.11.2020  | 20:30 | Stal Nysa                          | 1:3 (23:25, 25:23, 20:25, 22:25)        | Ślepsk Malow Suwałki               | 0      | Tomas Rousseaux      |
| 14. KOLEJKA |       |                                    |                                         |                                    |        |                      |
| 21.11.2020  | 20:30 | GKS Katowice                       | 3:1 (28:26, 23:25, 25:21, 25:23)        | Ślepsk Malow Suwałki               | 0      | Jan Firlej           |
| 22.11.2020  | 14:45 | Indykpol AZS Olsztyn               | 3:1 (25:19, 26:28, 25:21, 25:20)        | Cerrad Enea Czarni Radom           | 0      | Wojciech Żaliński    |
| 22.11.2020  | 17:30 | Trefl Gdańsk                       | 3:0 (25:18, 26:24, 25:20)               | Asseco Resovia Rzeszów             | 0      | Marcin Janusz        |
| 24.02.2021  | 15:00 | Jastrzębski Węgiel                 | 1:3 (19:25, 25:20, 20:25, 13:25)        | Aluron CMC Warta Zawiercie         | 0      | Mateusz Malinowski   |
| 21.11.2020  | 17:30 | PGE Skra Bełchatów                 | 0:3 (22:25, 18:25, 21:25)               | Cuprum Lubin                       | 0      | Ronald Jimenez       |
| 22.11.2020  | 20:30 | Verva Warszawa Orlen Paliwa        | 3:0 (25:22, 27:25, 25:17)               | MKS Będzin                         | 0      | Artur Szalpuk        |
| 21.11.2020  | 14:45 | Grupa Azoty ZAKSA Kędzierzyn-Koźle | 3:0 (25:21, 25:13, 25:19)               | Stal Nysa                          | 0      | Kamil Semeniuk       |
| 15. KOLEJKA |       |                                    |                                         |                                    |        |                      |
| 29.11.2020  | 20:30 | Stal Nysa                          | 2:3 (25:18, 21:25, 25:20, 23:25, 11:15) | GKS Katowice                       | 0      | Jakub Jarosz         |
| 01.12.2020  | 17:30 | Ślepsk Malow Suwałki               | 1:3 (19:25, 26:28, 25:19, 14:25)        | Indykpol AZS Olsztyn               | 0      | Wojciech Żaliński    |
| 28.11.2020  | 17:30 | Trefl Gdańsk                       | 3:1 (28:30, 25:12, 25:18, 25:17)        | Cerrad Enea Czarni Radom           | 0      | Bartłomiej Lipiński  |
| 30.12.2020  | 20:30 | Asseco Resovia Rzeszów             | 0:3 (23:25, 18:25, 22:25)               | Jastrzębski Węgiel                 | 0      | Mohammed Al Hachdadi |
| 29.11.2020  | 14:45 | Aluron CMC Warta Zawiercie         | 0:3 (15:25, 22:25, 19:25)               | PGE Skra Bełchatów                 | 0      | Bartosz Filipiak     |
| 29.11.2020  | 17:30 | Verva Warszawa Orlen Paliwa        | 3:1 (25:19, 25:15, 19:25, 25:23)        | Cuprum Lubin                       | 0      | Andrzej Wrona        |
| 28.11.2020  | 20:30 | MKS Będzin                         | 1:3 (25:21, 24:26, 23:25, 17:25)        | Grupa Azoty ZAKSA Kędzierzyn-Koźle | 0      | Kamil Semeniuk       |
| 16. KOLEJKA |       |                                    |                                         |                                    |        |                      |
| 04.12.2020  | 20:30 | Stal Nysa                          | 2:3 (25:21, 23:25, 15:25, 25:21, 10:15) | Verva Warszawa Orlen Paliwa        | 0      | Igor Grobelny        |
| 04.12.2020  | 17:30 | Grupa Azoty ZAKSA Kędzierzyn-Koźle | 3:2 (22:25, 25:23, 25:13, 26:28, 15:7)  | PGE Skra Bełchatów                 | 0      | Aleksander Śliwka    |
| 16.12.2020  | 18:00 | Jastrzębski Węgiel                 | 3:1 (25:17, 23:25, 25:23, 25:14)        | MKS Będzin                         | 0      | Jakub Bucki          |
| 05.12.2020  | 17:30 | Cuprum Lubin                       | 2:3 (23:25, 25:20, 27:25, 18:25, 16:18) | Trefl Gdańsk                       | 0      | Mariusz Wlazły       |
| 05.12.2020  | 14:45 | Aluron CMC Warta Zawiercie         | 3:0 (25:23, 25:23, 25:20)               | Indykpol AZS Olsztyn               | 0      | Piotr Orczyk         |
| 06.12.2020  | 14:45 | Asseco Resovia Rzeszów             | 3:0 (25:13, 25:23, 25:19)               | GKS Katowice                       | 0      | Fabian Drzyzga       |
| 20.10.2020  | 17:30 | Cerrad Enea Czarni Radom           | 0:3 (24:26, 23:25, 28:30)               | Ślepsk Malow Suwałki               | 0      | Joshua Tuaniga       |
| 17. KOLEJKA |       |                                    |                                         |                                    |        |                      |
| 28.02.2021  | 14:45 | PGE Skra Bełchatów                 | 3:1 (17:25, 25:20, 29:27, 25:19)        | Verva Warszawa Orlen Paliwa        | 0      | Dušan Petković       |
| 13.12.2020  | 17:30 | Jastrzębski Węgiel                 | 1:3 (23:25, 25:27, 25:23, 22:25)        | Grupa Azoty ZAKSA Kędzierzyn-Koźle | 0      | Jakub Kochanowski    |
| 12.12.2020  | 17:30 | Trefl Gdańsk                       | 3:0 (25:21, 25:15, 25:16)               | MKS Będzin                         | 0      | Maciej Olenderek     |
| 08.11.2020  | 14:45 | Indykpol AZS Olsztyn               | 0:3 (19:25, 22:25, 22:25)               | Cuprum Lubin                       | 0      | Ronald Jimenez       |
| 12.12.2020  | 14:45 | GKS Katowice                       | 3:1 (28:26, 25:15, 20:25, 26:24)        | Aluron CMC Warta Zawiercie         | 0      | Kamil Kwasowski      |
| 14.12.2020  | 17:30 | Ślepsk Malow Suwałki               | 3:1 (25:12, 25:21, 21:25, 25:23)        | Asseco Resovia Rzeszów             | 0      | Bartłomiej Bołądź    |
| 11.12.2020  | 20:30 | Cerrad Enea Czarni Radom           | 3:1 (25:19, 20:25, 25:18, 25:23)        | Stal Nysa                          | 0      | Michał Kędzierski    |
| 18. KOLEJKA |       |                                    |                                         |                                    |        |                      |
| 20.12.2020  | 20:30 | Asseco Resovia Rzeszów             | 3:0 (32:30, 25:22, 25:20)               | Cerrad Enea Czarni Radom           | 0      | Karol Butryn         |
| 18.12.2020  | 20:30 | Ślepsk Malow Suwałki               | 0:3 (24:26, 22:25, 17:25)               | Aluron CMC Warta Zawiercie         | 0      | Garrett Muagututia   |
| 19.12.2020  | 20:30 | Cuprum Lubin                       | 2:3 (24:26, 27:25, 25:23, 18:25, 13:15) | GKS Katowice                       | 0      | Kamil Kwasowski      |
| 19.12.2020  | 17:30 | MKS Będzin                         | 0:3 (19:25, 23:25, 21:25)               | Indykpol AZS Olsztyn               | 0      | Ruben Schott         |
| 19.12.2020  | 14:45 | Grupa Azoty ZAKSA Kędzierzyn-Koźle | 3:0 (25:17, 25:21, 25:22)               | Trefl Gdańsk                       | 0      | Kamil Semeniuk       |
| 20.12.2020  | 14:45 | Verva Warszawa Orlen Paliwa        | 2:3 (21:25, 17:25, 25:17, 25:20, 9:15)  | Jastrzębski Węgiel                 | 0      | Lukas Kampa          |
| 20.12.2020  | 17:30 | Stal Nysa                          | 3:0 (25:20, 25:22, 26:24)               | PGE Skra Bełchatów                 | 0      | Maciej Zajder        |
| 19. KOLEJKA |       |                                    |                                         |                                    |        |                      |
| 23.12.2020  | 17:30 | Jastrzębski Węgiel                 | 3:2 (22:25, 25:21, 25:22, 21:25, 15:8)  | PGE Skra Bełchatów                 | 0      | Rafał Szymura        |
| 03.11.2020  | 20:30 | Trefl Gdańsk                       | 3:2 (25:17, 25:27, 14:25, 25:21, 15:11) | Verva Warszawa Orlen Paliwa        | 0      | Marcin Janusz        |
| 22.12.2020  | 17:30 | Indykpol AZS Olsztyn               | 0:3 (25:27, 17:25, 16:25)               | Grupa Azoty ZAKSA Kędzierzyn-Koźle | 0      | Benjamin Toniutti    |
| 22.12.2020  | 17:00 | GKS Katowice                       | 3:1 (25:21, 25:19, 24:26, 25:22)        | MKS Będzin                         | 0      | Miłosz Zniszczoł     |
| 22.12.2020  | 20:30 | Ślepsk Malow Suwałki               | 3:1 (25:22, 23:25, 25:21, 25:18)        | Cuprum Lubin                       | 0      | Joshua Tuaniga       |
| 23.12.2020  | 20:30 | Cerrad Enea Czarni Radom           | 2:3 (26:24, 25:13, 20:25, 23:25, 12:15) | Aluron CMC Warta Zawiercie         | 0      | Piotr Orczyk         |
| 17.10.2020  | 20:30 | Asseco Resovia Rzeszów             | 3:1 (25:19, 21:25, 25:17, 25:18)        | Stal Nysa                          | 0      | Paweł Woicki         |
| 20. KOLEJKA |       |                                    |                                         |                                    |        |                      |
| 28.02.2021  | 17:30 | Ślepsk Malow Suwałki               | 3:0 (25:20, 25:19, 25:17)               | MKS Będzin                         | 0      | Bartłomiej Bołądź    |
| 09.02.2021  | 20:30 | Aluron CMC Warta Zawiercie         | 0:3 (22:25, 19:25, 20:25)               | Asseco Resovia Rzeszów             | 0      | Fabian Drzyzga       |
| 09.01.2021  | 17:30 | Verva Warszawa Orlen Paliwa        | 3:0 (25:19, 26:24, 25:20)               | Indykpol AZS Olsztyn               | 0      | Andrzej Wrona        |
| 14.02.2021  | 14:45 | GKS Katowice                       | 1:3 (20:25, 19:25, 25:19, 23:25)        | Grupa Azoty ZAKSA Kędzierzyn-Koźle | 0      | Bartłomiej Kluth     |
| 10.01.2021  | 20:30 | Cuprum Lubin                       | 3:0 (25:21, 25:17, 26:24)               | Cerrad Enea Czarni Radom           | 0      | Szymon Jakubiszak    |
| 09.01.2021  | 14:45 | PGE Skra Bełchatów                 | 1:3 (18:25, 25:18, 29:31, 21:25)        | Trefl Gdańsk                       | 0      | Bartłomiej Lipiński  |
| 09.01.2021  | 20:30 | Stal Nysa                          | 3:1 (18:25, 25:18, 25:18, 25:23)        | Jastrzębski Węgiel                 | 0      | Łukasz Łapszyński    |
| 21. KOLEJKA |       |                                    |                                         |                                    |        |                      |
| 01.11.2020  | 14:45 | Trefl Gdańsk                       | 1:3 (25:20, 21:25, 17:25, 18:25)        | Jastrzębski Węgiel                 | 0      | Jurij Hładyr         |
| 13.02.2021  | 14:45 | Indykpol AZS Olsztyn               | 0:3 (23:25, 38:40, 16:25)               | PGE Skra Bełchatów                 | 0      | Taylor Sander        |
| 17.01.2021  | 17:30 | GKS Katowice                       | 0:3 (25:27, 10:25, 19:25)               | Verva Warszawa Orlen Paliwa        | 0      | Piotr Nowakowski     |
| 16.01.2021  | 17:30 | Grupa Azoty ZAKSA Kędzierzyn-Koźle | 3:1 (26:24, 26:24, 23:25, 25:23)        | Ślepsk Malow Suwałki               | 0      | Jakub Kochanowski    |
| 17.01.2021  | 20:30 | Cerrad Enea Czarni Radom           | 3:0 (29:27, 25:20, 26:24)               | MKS Będzin                         | 0      | Michał Kędzierski    |
| 13.02.2021  | 17:30 | Asseco Resovia Rzeszów             | 3:1 (25:16, 25:27, 25:17, 25:23)        | Cuprum Lubin                       | 0      | Karol Butryn         |
| 27.02.2021  | 20:30 | Stal Nysa                          | 2:3 (23:25, 19:25, 25:23, 25:21, 11:15) | Aluron CMC Warta Zawiercie         | 0      | Piotr Orczyk         |
| 22. KOLEJKA |       |                                    |                                         |                                    |        |                      |
| 23.01.2021  | 17:30 | Stal Nysa                          | 0:3 (18:25, 19:25, 23:25)               | Trefl Gdańsk                       | 0      | Moritz Reichert      |
| 23.01.2021  | 14:45 | Jastrzębski Węgiel                 | 3:2 (21:25, 20:25, 27:25, 26:24, 15:9)  | Indykpol AZS Olsztyn               | 0      | Jurij Hładyr         |
| 22.01.2021  | 17:30 | PGE Skra Bełchatów                 | 3:1 (25:19, 25:16, 18:25, 25:20)        | GKS Katowice                       | 0      | Taylor Sander        |
| 24.01.2021  | 14:45 | Verva Warszawa Orlen Paliwa        | 3:2 (28:26, 19:25, 26:28, 25:22, 15:13) | Ślepsk Malow Suwałki               | 0      | Piotr Nowakowski     |
| 11.02.2021  | 14:30 | Grupa Azoty ZAKSA Kędzierzyn-Koźle | 3:0 (25:19, 25:18, 25:20)               | Cerrad Enea Czarni Radom           | 0      | Paweł Zatorski       |
| 23.01.2021  | 20:30 | Asseco Resovia Rzeszów             | 3:0 (25:20, 27:25, 25:23)               | MKS Będzin                         | 0      | Rafał Buszek         |
| 24.01.2021  | 17:30 | Cuprum Lubin                       | 3:1 (30:28, 25:22, 18:25, 28:26)        | Aluron CMC Warta Zawiercie         | 0      | Ronald Jimenez       |
| 23. KOLEJKA |       |                                    |                                         |                                    |        |                      |
| 31.01.2021  | 17:30 | Indykpol AZS Olsztyn               | 3:0 (25:21, 25:21, 25:17)               | Trefl Gdańsk                       | 0      | Jędrzej Gruszczyński |
| 30.01.2021  | 17:30 | GKS Katowice                       | 2:3 (23:25, 25:23, 20:25, 28:26, 9:15)  | Jastrzębski Węgiel                 | 0      | Rafał Szymura        |
| 10.02.2021  | 14:30 | Ślepsk Malow Suwałki               | 1:3 (25:23, 22:25, 22:25, 24:26)        | PGE Skra Bełchatów                 | 0      | Grzegorz Łomacz      |
| 30.01.2021  | 14:45 | Cerrad Enea Czarni Radom           | 1:3 (22:25, 25:22, 20:25, 17:25)        | Verva Warszawa Orlen Paliwa        | 0      | Jan Fornal           |
| 03.02.2021  | 15:00 | Asseco Resovia Rzeszów             | 0:3 (19:25, 18:25, 21:25)               | Grupa Azoty ZAKSA Kędzierzyn-Koźle | 0      | Łukasz Kaczmarek     |
| 29.01.2021  | 20:30 | Aluron CMC Warta Zawiercie         | 3:2 (25:23, 23:25, 21:25, 25:14, 17:15) | MKS Będzin                         | 0      | Flávio Gualberto     |
| 30.01.2021  | 20:30 | Cuprum Lubin                       | 3:2 (25:20, 23:25, 25:23, 14:25, 15:10) | Stal Nysa                          | 0      | Miguel Tavares       |
| 24. KOLEJKA |       |                                    |                                         |                                    |        |                      |
| 06.02.2021  | 20:30 | Stal Nysa                          | 3:1 (30:28, 25:22, 22:25, 25:23)        | Indykpol AZS Olsztyn               | 0      | Bartosz Bućko        |
| 07.02.2021  | 20:30 | Trefl Gdańsk                       | 3:1 (21:25, 25:22, 25:23, 25:21)        | GKS Katowice                       | 0      | Mariusz Wlazły       |
| 05.02.2021  | 20:30 | Jastrzębski Węgiel                 | 3:0 (32:30, 27:25, 25:13)               | Ślepsk Malow Suwałki               | 0      | Michał Gierżot       |
| 07.02.2021  | 14:45 | Cerrad Enea Czarni Radom           | 1:3 (18:25, 23:25, 26:24, 16:25)        | PGE Skra Bełchatów                 | 0      | Taylor Sander        |
| 06.02.2021  | 14:45 | Verva Warszawa Orlen Paliwa        | 1:3 (22:25, 25:22, 17:25, 16:25)        | Asseco Resovia Rzeszów             | 0      | Karol Butryn         |
| 06.02.2021  | 17:30 | Grupa Azoty ZAKSA Kędzierzyn-Koźle | 0:3 (18:25, 23:25, 19:25)               | Aluron CMC Warta Zawiercie         | 0      | Mateusz Malinowski   |
| 08.02.2021  | 17:30 | Cuprum Lubin                       | 3:0 (25:11, 25:20, 25:20)               | MKS Będzin                         | 0      | Dawid Gunia          |
| 25. KOLEJKA |       |                                    |                                         |                                    |        |                      |
| 27.02.2021  | 17:30 | Grupa Azoty ZAKSA Kędzierzyn-Koźle | 2:3 (25:20, 25:21, 20:25, 23:25, 11:15) | Cuprum Lubin                       | 0      | Ronald Jimenez       |
| 21.02.2021  | 20:30 | Aluron CMC Warta Zawiercie         | 0:3 (21:25, 13:25, 20:25)               | Verva Warszawa Orlen Paliwa        | 0      | Igor Grobelny        |
| 20.02.2021  | 20:30 | Asseco Resovia Rzeszów             | 3:0 (25:15, 26:24, 29:27)               | PGE Skra Bełchatów                 | 0      | Karol Butryn         |
| 21.02.2021  | 17:30 | Cerrad Enea Czarni Radom           | 0:3 (27:29, 18:25, 15:25)               | Jastrzębski Węgiel                 | 0      | Tomasz Fornal        |
| 22.02.2021  | 17:30 | Ślepsk Malow Suwałki               | 3:1 (25:21, 26:24, 23:25, 25:18)        | Trefl Gdańsk                       | 0      | Joshua Tuaniga       |
| 27.02.2021  | 14:45 | GKS Katowice                       | 3:1 (25:20, 25:22, 22:25, 25:20)        | Indykpol AZS Olsztyn               | 0      | Wiktor Musiał        |
| 19.02.2021  | 20:30 | MKS Będzin                         | 0:3 (23:25, 12:25, 18:25)               | Stal Nysa                          | 0      | Kamil Długosz        |
| 26. KOLEJKA |       |                                    |                                         |                                    |        |                      |
| 07.03.2021  | 14:45 | Grupa Azoty ZAKSA Kędzierzyn-Koźle | 3:0 (25:20, 25:20, 25:22)               | Verva Warszawa Orlen Paliwa        | 0      | Krzysztof Rejno      |
| 09.03.2021  | 17:30 | PGE Skra Bełchatów                 | 3:0 (25:23, 25:16, 25:21)               | MKS Będzin                         | 0      | Mateusz Bieniek      |
| 05.03.2021  | 20:30 | Cuprum Lubin                       | 0:3 (25:27, 25:27, 13:25)               | Jastrzębski Węgiel                 | 0      | Mohammed Al Hachdadi |
| 07.03.2021  | 17:30 | Trefl Gdańsk                       | 3:1 (25:21, 25:15, 23:25, 26:24)        | Aluron CMC Warta Zawiercie         | 0      | Marcin Janusz        |
| 08.03.2021  | 20:30 | Indykpol AZS Olsztyn               | 3:1 (29:27, 25:23, 19:25, 25:18)        | Asseco Resovia Rzeszów             | 0      | Javier Concepción    |
| 06.03.2021  | 20:30 | GKS Katowice                       | 2:3 (25:21, 26:24, 17:25, 18:25, 9:15)  | Cerrad Enea Czarni Radom           | 0      | Dawid Konarski       |
| 06.03.2021  | 14:45 | Ślepsk Malow Suwałki               | 3:1 (25:17, 25:20, 19:25, 25:20)        | Stal Nysa                          | 0      | Bartłomiej Bołądź    |

### Tabela
| Lp. | Drużyna                            | Pkt | Mecze | Mecze | Mecze | Rodzaj wyniku | Rodzaj wyniku | Rodzaj wyniku | Rodzaj wyniku | Rodzaj wyniku | Rodzaj wyniku | Sety | Sety | Sety  | Małe punkty | Małe punkty | Małe punkty |
| Lp. | Drużyna                            | Pkt | M     | W     | P     | 3:0           | 3:1           | 3:2           | 2:3           | 1:3           | 0:3           | wyg. | prz. | stos. | zdob.       | str.        | stos.       |
| --- | ---------------------------------- | --- | ----- | ----- | ----- | ------------- | ------------- | ------------- | ------------- | ------------- | ------------- | ---- | ---- | ----- | ----------- | ----------- | ----------- |
| 1   | Grupa Azoty ZAKSA Kędzierzyn-Koźle | 70  | 26    | 23    | 3     | 12            | 10            | 1             | 2             | 0             | 1             | 73   | 21   | 3.48  | 2260        | 1928        | 1.17        |
| 2   | Jastrzębski Węgiel                 | 56  | 26    | 20    | 6     | 10            | 5             | 5             | 1             | 5             | 0             | 67   | 33   | 2.03  | 2344        | 2135        | 1.1         |
| 3   | Trefl Gdańsk                       | 50  | 26    | 17    | 9     | 7             | 7             | 3             | 2             | 3             | 4             | 58   | 40   | 1.45  | 2271        | 2145        | 1.06        |
| 4   | PGE Skra Bełchatów                 | 48  | 26    | 15    | 11    | 9             | 6             | 0             | 3             | 4             | 4             | 55   | 39   | 1.41  | 2200        | 2116        | 1.04        |
| 5   | Asseco Resovia Rzeszów             | 46  | 26    | 17    | 9     | 6             | 5             | 6             | 1             | 4             | 4             | 57   | 44   | 1.3   | 2303        | 2208        | 1.04        |
| 6   | Verva Warszawa Orlen Paliwa        | 45  | 26    | 16    | 10    | 4             | 6             | 6             | 3             | 4             | 3             | 58   | 48   | 1.21  | 2368        | 2283        | 1.04        |
| 7   | Aluron CMC Warta Zawiercie         | 43  | 26    | 15    | 11    | 8             | 4             | 3             | 1             | 5             | 5             | 52   | 43   | 1.21  | 2176        | 2125        | 1.02        |
| 8   | Ślepsk Malow Suwałki               | 36  | 26    | 12    | 14    | 5             | 6             | 1             | 1             | 7             | 6             | 45   | 50   | 0.9   | 2208        | 2225        | 0.99        |
| 9   | Indykpol AZS Olsztyn               | 34  | 26    | 11    | 15    | 4             | 6             | 1             | 2             | 5             | 8             | 42   | 53   | 0.79  | 2154        | 2177        | 0.99        |
| 10  | GKS Katowice                       | 33  | 26    | 11    | 15    | 3             | 4             | 4             | 4             | 5             | 6             | 46   | 57   | 0.81  | 2218        | 2338        | 0.95        |
| 11  | Cuprum Lubin                       | 30  | 26    | 10    | 16    | 4             | 3             | 3             | 3             | 8             | 5             | 44   | 57   | 0.77  | 2216        | 2322        | 0.95        |
| 12  | Cerrad Enea Czarni Radom           | 24  | 26    | 8     | 18    | 2             | 3             | 3             | 3             | 5             | 10            | 35   | 63   | 0.56  | 2092        | 2292        | 0.91        |
| 13  | Stal Nysa                          | 24  | 26    | 5     | 21    | 2             | 3             | 0             | 9             | 6             | 6             | 39   | 66   | 0.59  | 2224        | 2393        | 0.93        |
| 14  | MKS Będzin                         | 7   | 26    | 2     | 24    | 0             | 1             | 1             | 2             | 8             | 14            | 18   | 75   | 0.24  | 1904        | 2251        | 0.85        |

Źródło: PlusLiga (pol.)
Punktacja: 3:0 i 3:1 – 3 pkt; 3:2 – 2 pkt; 2:3 – 1 pkt; 1:3 i 0:3 – 0 pkt
Zasady ustalania kolejności: 1. liczba punktów; 2. liczba zwycięstw; 3. stosunek setów; 4. stosunek małych punktów; 5. bilans w bezpośrednich meczach
     faza play-off
     mecze o miejsca 9-12
     spadek do 1. ligi

## Faza play-off

### Drabinka
|  |              |                                    |              |                             |              |   |   |                                    |                             |           |                    |                    |                    |                    |                    |                    |       |       |       |
|  | Ćwierćfinały | Ćwierćfinały                       | Ćwierćfinały | Ćwierćfinały                | Ćwierćfinały |   |   | Półfinały                          | Półfinały                   | Półfinały | Półfinały          | Półfinały          |                    |                    | Finał              | Finał              | Finał | Finał | Finał |
|  | Ćwierćfinały | Ćwierćfinały                       | Ćwierćfinały | Ćwierćfinały                | Ćwierćfinały |   |   | Półfinały                          | Półfinały                   | Półfinały | Półfinały          | Półfinały          |                    |                    | Finał              | Finał              | Finał | Finał | Finał |
|  |              |                                    |              |                             |              |   |   |                                    |                             |           |                    |                    |                    |                    |                    |                    |       |       |       |
|  |              |                                    |              |                             |              |   |   |                                    |                             |           |                    |                    |                    |                    |                    |                    |       |       |       |
|  | 1            | Grupa Azoty ZAKSA Kędzierzyn-Koźle | 3            | 3                           |              |   |   |                                    |                             |           |                    |                    |                    |                    |                    |                    |       |       |       |
|  | 1            | Grupa Azoty ZAKSA Kędzierzyn-Koźle | 3            | 3                           |              |   |   |                                    |                             |           |                    |                    |                    |                    |                    |                    |       |       |       |
|  | 8            | Ślepsk Malow Suwałki               | 1            | 1                           |              |   |   |                                    |                             |           |                    |                    |                    |                    |                    |                    |       |       |       |
|  | 8            | Ślepsk Malow Suwałki               | 1            | 1                           |              |   | 1 | Grupa Azoty ZAKSA Kędzierzyn-Koźle | 3                           | 1         | 3                  |                    |                    |                    |                    |                    |       |       |       |
|  |              |                                    |              |                             |              |   | 1 | Grupa Azoty ZAKSA Kędzierzyn-Koźle | 3                           | 1         | 3                  |                    |                    |                    |                    |                    |       |       |       |
|  |              |                                    | 4            | PGE Skra Bełchatów          | 0            | 3 | 0 |                                    |                             |           |                    |                    |                    |                    |                    |                    |       |       |       |
|  | 4            | PGE Skra Bełchatów                 | 4            | PGE Skra Bełchatów          | 0            | 3 | 0 | 3                                  | 3                           |           |                    |                    |                    |                    |                    |                    |       |       |       |
|  | 4            | PGE Skra Bełchatów                 |              |                             |              |   |   |                                    |                             |           |                    |                    |                    |                    |                    |                    |       |       |       |
|  | 5            | Asseco Resovia Rzeszów             | 1            | 0                           |              |   |   |                                    |                             |           |                    |                    |                    |                    |                    |                    |       |       |       |
|  | 5            | Asseco Resovia Rzeszów             | 1            | 0                           |              |   | 1 | Grupa Azoty ZAKSA Kędzierzyn-Koźle | 1                           | 1         |                    |                    |                    |                    |                    |                    |       |       |       |
|  |              |                                    |              |                             |              |   |   |                                    |                             |           |                    |                    |                    |                    |                    |                    |       |       |       |
|  |              |                                    | 2            | Jastrzębski Węgiel          | 3            | 3 |   |                                    |                             |           |                    |                    |                    |                    |                    |                    |       |       |       |
|  | 2            | Jastrzębski Węgiel                 | 2            | Jastrzębski Węgiel          | 3            | 3 | 3 | 3                                  |                             |           |                    |                    |                    |                    |                    |                    |       |       |       |
|  | 2            | Jastrzębski Węgiel                 |              |                             |              |   |   |                                    |                             |           |                    |                    |                    |                    |                    |                    |       |       |       |
|  | 7            | Aluron CMC Warta Zawiercie         | 0            | 1                           |              |   |   |                                    |                             |           |                    |                    |                    |                    |                    |                    |       |       |       |
|  | 7            | Aluron CMC Warta Zawiercie         | 0            | 1                           |              |   | 2 | Jastrzębski Węgiel                 | 3                           | 3         |                    | Mecze o 3. miejsce | Mecze o 3. miejsce | Mecze o 3. miejsce | Mecze o 3. miejsce | Mecze o 3. miejsce |       |       |       |
|  |              |                                    |              |                             |              |   | 2 | Jastrzębski Węgiel                 | 3                           | 3         |                    | Mecze o 3. miejsce | Mecze o 3. miejsce | Mecze o 3. miejsce | Mecze o 3. miejsce | Mecze o 3. miejsce |       |       |       |
|  |              |                                    | 6            | Verva Warszawa Orlen Paliwa | 2            | 1 |   |                                    |                             |           |                    |                    |                    |                    |                    |                    |       |       |       |
|  | 3            | Trefl Gdańsk                       | 6            | Verva Warszawa Orlen Paliwa | 2            | 1 | 3 | 2                                  | 0                           |           |                    |                    |                    |                    |                    |                    |       |       |       |
|  | 3            | Trefl Gdańsk                       |              |                             |              |   |   |                                    |                             | 4         | PGE Skra Bełchatów | 2                  | 3                  | 0                  |                    |                    |       |       |       |
|  | 6            | Verva Warszawa Orlen Paliwa        | 1            | 3                           | 3            |   |   |                                    |                             | 4         | PGE Skra Bełchatów | 2                  | 3                  | 0                  |                    |                    |       |       |       |
|  | 6            | Verva Warszawa Orlen Paliwa        | 1            | 3                           | 3            |   |   | 6                                  | Verva Warszawa Orlen Paliwa | 3         | 1                  | 3                  |                    |                    |                    |                    |       |       |       |
|  |              |                                    |              |                             |              |   |   | 6                                  | Verva Warszawa Orlen Paliwa | 3         | 1                  | 3                  |                    |                    |                    |                    |       |       |       |

### I runda

#### Ćwierćfinały
(do dwóch zwycięstw)
| Data                                   | Godz.                                  | Gospodarz                              | Rezultat                                | Gość                               | Widzów                          | MVP                             |
| -------------------------------------- | -------------------------------------- | -------------------------------------- | --------------------------------------- | ---------------------------------- | ------------------------------- | ------------------------------- |
| Grupa Azoty ZAKSA Kędzierzyn-Koźle (1) | Grupa Azoty ZAKSA Kędzierzyn-Koźle (1) | Grupa Azoty ZAKSA Kędzierzyn-Koźle (1) | 2 – 0                                   | (8) Ślepsk Malow Suwałki           | (8) Ślepsk Malow Suwałki        | (8) Ślepsk Malow Suwałki        |
| 21.03.2021                             | 14:45                                  | Grupa Azoty ZAKSA Kędzierzyn-Koźle     | 3:1 (17:25, 25:16, 25:16, 25:21)        | Ślepsk Malow Suwałki               | 0                               | David Smith                     |
| 28.03.2021                             | 14:45                                  | Ślepsk Malow Suwałki                   | 1:3 (25:20, 20:25, 21:25, 21:25)        | Grupa Azoty ZAKSA Kędzierzyn-Koźle | 0                               | Benjamin Toniutti               |
| PGE Skra Bełchatów (4)                 | PGE Skra Bełchatów (4)                 | PGE Skra Bełchatów (4)                 | 2 – 0                                   | (5) Asseco Resovia Rzeszów         | (5) Asseco Resovia Rzeszów      | (5) Asseco Resovia Rzeszów      |
| 20.03.2021                             | 20:30                                  | PGE Skra Bełchatów                     | 3:1 (25:23, 11:25, 25:20, 25:19)        | Asseco Resovia Rzeszów             | 0                               | Dušan Petković                  |
| 27.03.2021                             | 20:30                                  | Asseco Resovia Rzeszów                 | 0:3 (20:25, 21:25, 22:25)               | PGE Skra Bełchatów                 | 0                               | Dušan Petković                  |
| Jastrzębski Węgiel (2)                 | Jastrzębski Węgiel (2)                 | Jastrzębski Węgiel (2)                 | 2 – 0                                   | (7) Aluron CMC Warta Zawiercie     | (7) Aluron CMC Warta Zawiercie  | (7) Aluron CMC Warta Zawiercie  |
| 21.03.2021                             | 20:30                                  | Jastrzębski Węgiel                     | 3:0 (25:23, 25:21, 25:18)               | Aluron CMC Warta Zawiercie         | 0                               | Mohammed Al Hachdadi            |
| 27.03.2021                             | 14:45                                  | Aluron CMC Warta Zawiercie             | 1:3 (26:24, 18:25, 23:25, 22:25)        | Jastrzębski Węgiel                 | 0                               | Jakub Popiwczak                 |
| Trefl Gdańsk (3)                       | Trefl Gdańsk (3)                       | Trefl Gdańsk (3)                       | 1 – 2                                   | (6) Verva Warszawa Orlen Paliwa    | (6) Verva Warszawa Orlen Paliwa | (6) Verva Warszawa Orlen Paliwa |
| 20.03.2021                             | 14:45                                  | Trefl Gdańsk                           | 3:1 (25:18, 25:20, 21:25, 25:22)        | Verva Warszawa Orlen Paliwa        | 0                               | Moritz Reichert                 |
| 25.03.2021                             | 20:30                                  | Verva Warszawa Orlen Paliwa            | 3:2 (25:22, 25:23, 21:25, 21:25, 15:13) | Trefl Gdańsk                       | 0                               | Damian Wojtaszek                |
| 31.03.2021                             | 18:00                                  | Trefl Gdańsk                           | 0:3 (21:25, 19:25, 18:25)               | Verva Warszawa Orlen Paliwa        | 0                               | Igor Grobelny                   |

### II runda

#### Półfinały
(do dwóch zwycięstw)
| Data                                   | Godz.                                  | Gospodarz                              | Rezultat                                | Gość                               | Widzów                          | MVP                             |
| -------------------------------------- | -------------------------------------- | -------------------------------------- | --------------------------------------- | ---------------------------------- | ------------------------------- | ------------------------------- |
| Grupa Azoty ZAKSA Kędzierzyn-Koźle (1) | Grupa Azoty ZAKSA Kędzierzyn-Koźle (1) | Grupa Azoty ZAKSA Kędzierzyn-Koźle (1) | 2 – 1                                   | (4) PGE Skra Bełchatów             | (4) PGE Skra Bełchatów          | (4) PGE Skra Bełchatów          |
| 03.04.2021                             | 14:45                                  | Grupa Azoty ZAKSA Kędzierzyn-Koźle     | 3:0 (25:23, 25:17, 25:20)               | PGE Skra Bełchatów                 | 0                               | Aleksander Śliwka               |
| 07.04.2021                             | 20:30                                  | PGE Skra Bełchatów                     | 3:1 (31:29, 17:25, 27:25, 25:20)        | Grupa Azoty ZAKSA Kędzierzyn-Koźle | 0                               | Dušan Petković                  |
| 11.04.2021                             | 14:45                                  | Grupa Azoty ZAKSA Kędzierzyn-Koźle     | 3:0 (25:23, 25:19, 25:21)               | PGE Skra Bełchatów                 | 0                               | Benjamin Toniutti               |
| Jastrzębski Węgiel (2)                 | Jastrzębski Węgiel (2)                 | Jastrzębski Węgiel (2)                 | 2 – 0                                   | (6) Verva Warszawa Orlen Paliwa    | (6) Verva Warszawa Orlen Paliwa | (6) Verva Warszawa Orlen Paliwa |
| 03.04.2021                             | 17:30                                  | Jastrzębski Węgiel                     | 3:2 (25:20, 23:25, 25:23, 22:25, 15:12) | Verva Warszawa Orlen Paliwa        | 0                               | Jurij Hładyr                    |
| 07.04.2021                             | 17:30                                  | Verva Warszawa Orlen Paliwa            | 1:3 (29:27, 27:29, 20:25, 24:26)        | Jastrzębski Węgiel                 | 0                               | Jakub Bucki                     |

### III runda

#### Finały
(do dwóch zwycięstw)
| Data                                   | Godz.                                  | Gospodarz                              | Rezultat                         | Gość                               | Widzów                 | MVP                    |
| -------------------------------------- | -------------------------------------- | -------------------------------------- | -------------------------------- | ---------------------------------- | ---------------------- | ---------------------- |
| Grupa Azoty ZAKSA Kędzierzyn-Koźle (1) | Grupa Azoty ZAKSA Kędzierzyn-Koźle (1) | Grupa Azoty ZAKSA Kędzierzyn-Koźle (1) | 0 – 2                            | (2) Jastrzębski Węgiel             | (2) Jastrzębski Węgiel | (2) Jastrzębski Węgiel |
| 14.04.2021                             | 20:30                                  | Grupa Azoty ZAKSA Kędzierzyn-Koźle     | 1:3 (25:16, 23:25, 19:25, 21:25) | Jastrzębski Węgiel                 | 0                      | Tomasz Fornal          |
| 18.04.2021                             | 17:30                                  | Jastrzębski Węgiel                     | 3:1 (22:25, 25:19, 27:25, 25:23) | Grupa Azoty ZAKSA Kędzierzyn-Koźle | 0                      | Jakub Bucki            |

#### Mecze o 3. miejsce
(do dwóch zwycięstw)
| Data                   | Godz.                  | Gospodarz                   | Rezultat                                | Gość                            | Widzów                          | MVP                             |
| ---------------------- | ---------------------- | --------------------------- | --------------------------------------- | ------------------------------- | ------------------------------- | ------------------------------- |
| PGE Skra Bełchatów (4) | PGE Skra Bełchatów (4) | PGE Skra Bełchatów (4)      | 1 – 2                                   | (6) Verva Warszawa Orlen Paliwa | (6) Verva Warszawa Orlen Paliwa | (6) Verva Warszawa Orlen Paliwa |
| 14.04.2021             | 17:30                  | PGE Skra Bełchatów          | 2:3 (25:15, 20:25, 25:11, 19:25, 19:21) | Verva Warszawa Orlen Paliwa     | 0                               | Igor Grobelny                   |
| 18.04.2021             | 14:45                  | Verva Warszawa Orlen Paliwa | 1:3 (25:13, 21:25, 22:25, 23:25)        | PGE Skra Bełchatów              | 0                               | Karol Kłos                      |
| 21.04.2021             | 17:30                  | PGE Skra Bełchatów          | 0:3 (20:25, 20:25, 22:25)               | Verva Warszawa Orlen Paliwa     | 0                               | Bartosz Kwolek                  |

#### Mecze o 5. miejsce
(dwumecz)
| Data             | Godz.            | Gospodarz              | Rezultat                         | Gość                       | Widzów                     | MVP                        |
| ---------------- | ---------------- | ---------------------- | -------------------------------- | -------------------------- | -------------------------- | -------------------------- |
| Trefl Gdańsk (3) | Trefl Gdańsk (3) | Trefl Gdańsk (3)       | 0 – 2                            | (5) Asseco Resovia Rzeszów | (5) Asseco Resovia Rzeszów | (5) Asseco Resovia Rzeszów |
| 03.04.2021       | 20:30            | Asseco Resovia Rzeszów | 3:1 (25:23, 22:25, 25:22, 25:19) | Trefl Gdańsk               | 0                          | Klemen Čebulj              |
| 08.04.2021       | 17:30            | Trefl Gdańsk           | 0:3 (30:32, 18:25, 26:28)        | Asseco Resovia Rzeszów     | 0                          | Fabian Drzyzga             |

#### Mecze o 7. miejsce
(dwumecz)
| Data                           | Godz.                          | Gospodarz                      | Rezultat                         | Gość                       | Widzów                   | MVP                      |
| ------------------------------ | ------------------------------ | ------------------------------ | -------------------------------- | -------------------------- | ------------------------ | ------------------------ |
| Aluron CMC Warta Zawiercie (7) | Aluron CMC Warta Zawiercie (7) | Aluron CMC Warta Zawiercie (7) | 1 – 1                            | (8) Ślepsk Malow Suwałki   | (8) Ślepsk Malow Suwałki | (8) Ślepsk Malow Suwałki |
| 02.04.2021                     | 20:30                          | Ślepsk Malow Suwałki           | 3:1 (26:28, 25:18, 25:21, 25:19) | Aluron CMC Warta Zawiercie | 0                        | Paweł Filipowicz         |
| 08.04.2021                     | 20:30                          | Aluron CMC Warta Zawiercie     | 3:1 (22:25, 25:19, 25:22, 25:23) | Ślepsk Malow Suwałki       | 0                        | Patryk Szwaradzki        |
| —                              | —                              | Aluron CMC Warta Zawiercie     | złoty set: 10:15                 | Ślepsk Malow Suwałki       | —                        | —                        |

#### Mecze o 9. miejsce
(dwumecz)
| Data                     | Godz.                    | Gospodarz                | Rezultat                                | Gość                 | Widzów            | MVP               |
| ------------------------ | ------------------------ | ------------------------ | --------------------------------------- | -------------------- | ----------------- | ----------------- |
| Indykpol AZS Olsztyn (9) | Indykpol AZS Olsztyn (9) | Indykpol AZS Olsztyn (9) | 0 – 2                                   | (10) GKS Katowice    | (10) GKS Katowice | (10) GKS Katowice |
| 22.03.2021               | 20:30                    | GKS Katowice             | 3:1 (25:20, 27:25, 21:25, 25:22)        | Indykpol AZS Olsztyn | 0                 | Adrian Buchowski  |
| 26.03.2021               | 17:30                    | Indykpol AZS Olsztyn     | 2:3 (26:28, 25:18, 25:14, 25:27, 16:18) | GKS Katowice         | 0                 | Jakub Jarosz      |

#### Mecze o 11. miejsce
(dwumecz)
| Data              | Godz.             | Gospodarz                | Rezultat                  | Gość                          | Widzów                        | MVP                           |
| ----------------- | ----------------- | ------------------------ | ------------------------- | ----------------------------- | ----------------------------- | ----------------------------- |
| Cuprum Lubin (11) | Cuprum Lubin (11) | Cuprum Lubin (11)        | 1 – 1                     | (12) Cerrad Enea Czarni Radom | (12) Cerrad Enea Czarni Radom | (12) Cerrad Enea Czarni Radom |
| 19.03.2021        | 20:30             | Cerrad Enea Czarni Radom | 3:0 (25:21, 25:22, 25:13) | Cuprum Lubin                  | 0                             | Dawid Konarski                |
| 28.03.2021        | 20:30             | Cuprum Lubin             | 3:0 (25:19, 25:17, 25:21) | Cerrad Enea Czarni Radom      | 0                             | Wojciech Ferens               |
| —                 | —                 | Cuprum Lubin             | złoty set: 15:12          | Cerrad Enea Czarni Radom      | —                             | —                             |

## Klasyfikacja końcowa
| Lp. | Drużyna                            |
| --- | ---------------------------------- |
| 1.  | Jastrzębski Węgiel                 |
| 2.  | Grupa Azoty ZAKSA Kędzierzyn-Koźle |
| 3.  | Verva Warszawa Orlen Paliwa        |
| 4.  | PGE Skra Bełchatów                 |
| 5.  | Asseco Resovia Rzeszów             |
| 6.  | Trefl Gdańsk                       |
| 7.  | Ślepsk Malow Suwałki               |
| 8.  | Aluron CMC Warta Zawiercie         |
| 9.  | GKS Katowice                       |
| 10. | Indykpol AZS Olsztyn               |
| 11. | Cuprum Lubin                       |
| 12. | Cerrad Enea Czarni Radom           |
| 13. | Stal Nysa                          |
| 14. | MKS Będzin                         |

     Liga Mistrzów 2021/2022
     Puchar Challenge 2021/2022
     spadek do 1. ligi

## Statystyki

### Sety, małe punkty i liczba widzów
| Kolejka/ Runda                                 | Mecze                                          | Sety (średnio na mecz)                         | Sety (średnio na mecz)                         | Małe punkty (średnio na set)                   | Małe punkty (średnio na set)                   | Liczba widzów (średnio na mecz)                | Liczba widzów (średnio na mecz)                | Kolejka/ Runda                | Mecze                         | Sety (średnio na mecz)        | Sety (średnio na mecz)        | Małe punkty (średnio na set)  | Małe punkty (średnio na set)  | Liczba widzów (średnio na mecz) | Liczba widzów (średnio na mecz) |
| ---------------------------------------------- | ---------------------------------------------- | ---------------------------------------------- | ---------------------------------------------- | ---------------------------------------------- | ---------------------------------------------- | ---------------------------------------------- | ---------------------------------------------- | ----------------------------- | ----------------------------- | ----------------------------- | ----------------------------- | ----------------------------- | ----------------------------- | ------------------------------- | ------------------------------- |
| Faza zasadnicza                                |                                                |                                                |                                                |                                                |                                                |                                                |                                                |                               |                               |                               |                               |                               |                               |                                 |                                 |
| 1                                              | 7                                              | 29                                             | 4,14                                           | 1294                                           | 44,62                                          | 4687                                           | 670                                            | 14                            | 7                             | 24                            | 3,43                          | 1100                          | 45,83                         | 0                               | 0                               |
| 2                                              | 7                                              | 26                                             | 3,71                                           | 1156                                           | 44,46                                          | 4207                                           | 601                                            | 15                            | 7                             | 27                            | 3,86                          | 1200                          | 44,44                         | 0                               | 0                               |
| 3                                              | 7                                              | 30                                             | 4,29                                           | 1278                                           | 42,60                                          | 3563                                           | 509                                            | 16                            | 7                             | 28                            | 4,00                          | 1240                          | 44,29                         | 0                               | 0                               |
| 4                                              | 7                                              | 28                                             | 4,00                                           | 1273                                           | 45,46                                          | 3377                                           | 482                                            | 17                            | 7                             | 26                            | 3,71                          | 1193                          | 45,88                         | 0                               | 0                               |
| 5                                              | 7                                              | 28                                             | 4,00                                           | 1235                                           | 45,46                                          | 919                                            | 131                                            | 18                            | 7                             | 25                            | 3,57                          | 1128                          | 45,12                         | 0                               | 0                               |
| 6                                              | 7                                              | 25                                             | 3,57                                           | 1132                                           | 45,28                                          | 1635                                           | 234                                            | 19                            | 7                             | 30                            | 4,29                          | 1303                          | 43,43                         | 0                               | 0                               |
| 7                                              | 7                                              | 25                                             | 3,57                                           | 1126                                           | 45,04                                          | 238                                            | 34                                             | 20                            | 7                             | 24                            | 3,43                          | 1094                          | 45,58                         | 0                               | 0                               |
| 8                                              | 7                                              | 25                                             | 3,57                                           | 1154                                           | 46,16                                          | 0                                              | 0                                              | 21                            | 7                             | 26                            | 3,71                          | 1216                          | 46,77                         | 0                               | 0                               |
| 9                                              | 7                                              | 24                                             | 3,43                                           | 1090                                           | 45,42                                          | 0                                              | 0                                              | 22                            | 7                             | 27                            | 3,86                          | 1231                          | 45,59                         | 0                               | 0                               |
| 10                                             | 7                                              | 26                                             | 3,71                                           | 1170                                           | 45,00                                          | 0                                              | 0                                              | 23                            | 7                             | 29                            | 4,14                          | 1277                          | 44,03                         | 0                               | 0                               |
| 11                                             | 7                                              | 29                                             | 4,14                                           | 1277                                           | 44,03                                          | 0                                              | 0                                              | 24                            | 7                             | 25                            | 3,57                          | 1159                          | 46,36                         | 0                               | 0                               |
| 12                                             | 7                                              | 28                                             | 4,00                                           | 1227                                           | 43,82                                          | 0                                              | 0                                              | 25                            | 7                             | 25                            | 3,57                          | 1123                          | 44,92                         | 0                               | 0                               |
| 13                                             | 7                                              | 24                                             | 3,43                                           | 1092                                           | 45,50                                          | 0                                              | 0                                              | 26                            | 7                             | 26                            | 3,71                          | 1170                          | 45,00                         | 0                               | 0                               |
| Podsumowanie rundy pierwszej (po 13 kolejkach) | Podsumowanie rundy pierwszej (po 13 kolejkach) | Podsumowanie rundy pierwszej (po 13 kolejkach) | Podsumowanie rundy pierwszej (po 13 kolejkach) | Podsumowanie rundy pierwszej (po 13 kolejkach) | Podsumowanie rundy pierwszej (po 13 kolejkach) | Podsumowanie rundy pierwszej (po 13 kolejkach) | Podsumowanie rundy pierwszej (po 13 kolejkach) | Podsumowanie rundy rewanżowej | Podsumowanie rundy rewanżowej | Podsumowanie rundy rewanżowej | Podsumowanie rundy rewanżowej | Podsumowanie rundy rewanżowej | Podsumowanie rundy rewanżowej | Podsumowanie rundy rewanżowej   | Podsumowanie rundy rewanżowej   |
| 1-13                                           | 91                                             | 347                                            | 3,81                                           | 15 504                                         | 44,68                                          | 18 626                                         | 205                                            | 14-26                         | 91                            | 342                           | 3,76                          | 15 434                        | 45,13                         | 0                               | 0                               |
| Faza play-off                                  |                                                |                                                |                                                |                                                |                                                |                                                |                                                |                               |                               |                               |                               |                               |                               |                                 |                                 |
| Ćwierćfinały                                   | 9                                              | 34                                             | 3,78                                           | 1517                                           | 44,62                                          | 0                                              | 0                                              | O 5. miejsce                  | 2                             | 7                             | 3,50                          | 345                           | 49,29                         | 0                               | 0                               |
| Półfinały                                      | 5                                              | 19                                             | 3,80                                           | 894                                            | 47,05                                          | 0                                              | 0                                              | O 7. miejsce                  | 2                             | 9                             | 4,50                          | 398                           | 44,22                         | 0                               | 0                               |
| O 3. miejsce                                   | 3                                              | 12                                             | 4,00                                           | 521                                            | 43,42                                          | 0                                              | 0                                              | O 9. miejsce                  | 2                             | 9                             | 4,50                          | 412                           | 45,78                         | 0                               | 0                               |
| Finały                                         | 2                                              | 8                                              | 4,00                                           | 370                                            | 46,25                                          | 0                                              | 0                                              | O 11. miejsce                 | 2                             | 7                             | 3,50                          | 290                           | 41,43                         | 0                               | 0                               |
| Podsumowanie sezonu                            |                                                |                                                |                                                |                                                |                                                |                                                |                                                |                               |                               |                               |                               |                               |                               |                                 |                                 |
| Faza zasadnicza                                | Faza zasadnicza                                | Faza zasadnicza                                | Faza zasadnicza                                | Faza zasadnicza                                | Faza zasadnicza                                | Faza zasadnicza                                | Faza zasadnicza                                | Faza zasadnicza               | 182                           | 689                           | 3,79                          | 30 938                        | 44,90                         | 18 626                          | 102                             |
| Faza play-off                                  | Faza play-off                                  | Faza play-off                                  | Faza play-off                                  | Faza play-off                                  | Faza play-off                                  | Faza play-off                                  | Faza play-off                                  | Faza play-off                 | 27                            | 105                           | 3,89                          | 4747                          | 45,21                         | 0                               | 0                               |
| Razem                                          | Razem                                          | Razem                                          | Razem                                          | Razem                                          | Razem                                          | Razem                                          | Razem                                          | Razem                         | 209                           | 794                           | 3,80                          | 35 685                        | 44,94                         | 18 626                          | 89                              |

### Najlepsi zawodnicy meczów
| Liczba MVP           | Zawodnik             |
| -------------------- | -------------------- |
| 8                    | Mohammed Al Hachdadi |
| 8                    | Karol Butryn         |
| 7                    | Bartłomiej Bołądź    |
| 6                    | Igor Grobelny        |
| 6                    | Bartłomiej Lipiński  |
| 6                    | Aleksander Śliwka    |
| 5                    | Klemen Čebulj        |
| 5                    | Ronald Jimenez       |
| 5                    | Łukasz Kaczmarek     |
| 5                    | Mateusz Malinowski   |
| 5                    | Dušan Petković       |
| 5                    | Kamil Semeniuk       |
| 4                    | Tomasz Fornal        |
| 4                    | Jurij Hładyr         |
| 4                    | Jakub Kochanowski    |
| 4                    | Dawid Konarski       |
| 4                    | Piotr Nowakowski     |
| 4                    | Damian Schulz        |
| 4                    | Miłosz Zniszczoł     |
| 4                    | Wojciech Żaliński    |
| 3                    | Jakub Bucki          |
| 3                    | Maximiliano Cavanna  |
| 3                    | Fabian Drzyzga       |
| 3                    | Marcin Janusz        |
| 3                    | Jakub Jarosz         |
| 3                    | Michał Kędzierski    |
| 3                    | Kamil Kwasowski      |
| 3                    | Bartosz Kwolek       |
| 3                    | Piotr Orczyk         |
| 3                    | Jakub Popiwczak      |
| 3                    | Taylor Sander        |
| 3                    | Benjamin Toniutti    |
| 3                    | Joshua Tuaniga       |
| 3                    | Mariusz Wlazły       |
| 2                    | Bartosz Filipiak     |
| 2                    | Flávio Gualberto     |
| 2                    | Norbert Huber        |
| 2                    | Karol Kłos           |
| 2                    | Garrett Muagututia   |
| 2                    | Moritz Reichert      |
| 2                    | Artur Szalpuk        |
| 2                    | Rafał Szymura        |
| 2                    | Miguel Tavares       |
| 2                    | Andrzej Wrona        |
| 1                    |                      |
| José Ademar Santana  |                      |
| Wassim Ben Tara      |                      |
| Mateusz Bieniek      |                      |
| Adrian Buchowski     |                      |
| Bartosz Bućko        |                      |
| Rafał Buszek         |                      |
| Javier Concepción    |                      |
| Pablo Crer           |                      |
| Kamil Długosz        |                      |
| Dawid Dryja          |                      |
| Milad Ebadipur       |                      |
| Rafał Faryna         |                      |
| Wojciech Ferens      |                      |
| Paweł Filipowicz     |                      |
| Jan Firlej           |                      |
| Jan Fornal           |                      |
| Michał Gierżot       |                      |
| Jędrzej Gruszczyński |                      |
| Dawid Gunia          |                      |
| Szymon Jakubiszak    |                      |
| Lukas Kampa          |                      |
| Milan Katić          |                      |
| Kévin Klinkenberg    |                      |
| Bartłomiej Kluth     |                      |
| Łukasz Kozub         |                      |
| Łukasz Łapszyński    |                      |
| Grzegorz Łomacz      |                      |
| Wiktor Musiał        |                      |
| Maciej Olenderek     |                      |
| Kacper Piechocki     |                      |
| Krzysztof Rejno      |                      |
| Tomas Rousseaux      |                      |
| Brenden Sander       |                      |
| Kewin Sasak          |                      |
| Ruben Schott         |                      |
| David Smith          |                      |
| Przemysław Smoliński |                      |
| Michał Superlak      |                      |
| Patryk Szwaradzki    |                      |
| Timo Tammemaa        |                      |
| Paweł Woicki         |                      |
| Damian Wojtaszek     |                      |
| Maciej Zajder        |                      |
| Paweł Zatorski       |                      |

## Prawa transmisyjne
Wyłączne prawa transmisyjne do rozgrywek posiadała Telewizja Polsat. Mecze transmitowane były na kanałach: Polsat Sport, Polsat Sport Extra oraz Polsat Sport News. W fazie zasadniczej pokazano 178 spośród 182 meczów, natomiast w fazie play-off wszystkie 27 meczów. Nietransmitowane były następujące mecze:
- 12. kolejki: Indykpol AZS Olsztyn – GKS Katowice (10.02.2021),
- 16. kolejki: Jastrzębski Węgiel – MKS Będzin (16.12.2020),
- 19. kolejki: GKS Katowice – MKS Będzin (22.12.2020),
- 23. kolejki: Ślepsk Malow Suwałki – PGE Skra Bełchatów (10.02.2021).

Mecz Ślepsk Malow Suwałki – PGE Skra Bełchatów pierwotnie miał być transmitowany w Polsacie Sport, jednakże ze względu na strajk mediów transmisja nie odbyła się.
Łącznie w sezonie 2020/2021 transmitowanych było 205 spośród wszystkich 209 meczów.
Na kanałach sportowych Polsatu nadawany był także magazyn podsumowujący każdą kolejkę PlusLigi – #7strefa.
| Kolejka/ Runda  | Liczba transmitowanych meczów | Liczba transmitowanych meczów | Liczba transmitowanych meczów | Liczba transmitowanych meczów |
| Kolejka/ Runda  | Polsat Sport                  | Polsat Sport Extra            | Polsat Sport News             | Razem                         |
| Faza zasadnicza | Faza zasadnicza               | Faza zasadnicza               | Faza zasadnicza               | Faza zasadnicza               |
| --------------- | ----------------------------- | ----------------------------- | ----------------------------- | ----------------------------- |
| 1               | 7                             | —                             | —                             | 7                             |
| 2               | 7                             | —                             | —                             | 7                             |
| 3               | 7                             | —                             | —                             | 7                             |
| 4               | 6                             | 1                             | —                             | 7                             |
| 5               | 4                             | 2                             | 1                             | 7                             |
| 6               | 5                             | 2                             | —                             | 7                             |
| 7               | 4                             | 3                             | —                             | 7                             |
| 8               | 5                             | 2                             | —                             | 7                             |
| 9               | 6                             | 1                             | —                             | 7                             |
| 10              | 6                             | 1                             | —                             | 7                             |
| 11              | 6                             | —                             | 1                             | 7                             |
| 12              | 6                             | —                             | —                             | 6                             |
| 13              | 4                             | 1                             | 2                             | 7                             |
| 14              | 6                             | —                             | 1                             | 7                             |
| 15              | 7                             | —                             | —                             | 7                             |
| 16              | 5                             | 1                             | —                             | 6                             |
| 17              | 7                             | —                             | —                             | 7                             |
| 18              | 7                             | —                             | —                             | 7                             |
| 19              | 6                             | —                             | —                             | 6                             |
| 20              | 4                             | 3                             | —                             | 7                             |
| 21              | 7                             | —                             | —                             | 7                             |
| 22              | 7                             | —                             | —                             | 7                             |
| 23              | 6                             | —                             | —                             | 6                             |
| 24              | 7                             | —                             | —                             | 7                             |
| 25              | 7                             | —                             | —                             | 7                             |
| 26              | 7                             | —                             | —                             | 7                             |
| Razem           | 156                           | 17                            | 5                             | 178                           |
| Faza play-off   |                               |                               |                               |                               |
| Ćwierćfinały    | 8                             | 1                             | —                             | 9                             |
| Półfinały       | 4                             | 1                             | —                             | 5                             |
| O 11. miejsce   | 1                             | —                             | 1                             | 2                             |
| O 9. miejsce    | 2                             | —                             | —                             | 2                             |
| O 7. miejsce    | 2                             | —                             | —                             | 2                             |
| O 5. miejsce    | 2                             | —                             | —                             | 2                             |
| O 3. miejsce    | 3                             | —                             | —                             | 3                             |
| Finały          | 2                             | —                             | —                             | 2                             |
| Razem           | 24                            | 2                             | 1                             | 27                            |
| Sezon           | 180                           | 19                            | 6                             | 205                           |

## Transfery
| Grupa Azoty ZAKSA Kędzierzyn-Koźle | Grupa Azoty ZAKSA Kędzierzyn-Koźle | Grupa Azoty ZAKSA Kędzierzyn-Koźle |
| Przychodzą | Odchodzą |                                    |
| --- | --- | ---------------------------------- |
| - Jakub Kochanowski (PGE Skra Bełchatów) - Adrian Staszewski (Lindemans Aalst) - Bartłomiej Kluth (Calzedonia Werona) - Mateusz Zawalski (Krispol Września) - Rafał Prokopczuk (Heitec Volleys Eltmann) | - Simone Parodi (Prisma Volley Taranto) - Árpád Baróti (Bursa Büyükşehir Belediyespor) - Łukasz Wiśniewski (Jastrzębski Węgiel) - Przemysław Stępień (Indykpol AZS Olsztyn) - Adam Smolarczyk (szuka klubu) - Sebastian Warda (Ślepsk Malow Suwałki) - Sławomir Jungiewicz (szuka klubu) |                                    |
| W trakcie sezonu | |                                    |
| - Dominik Depowski (Aluron CMC Warta Zawiercie) | |                                    |

| Verva Warszawa Orlen Paliwa | Verva Warszawa Orlen Paliwa | Verva Warszawa Orlen Paliwa |
| Przychodzą | Odchodzą |                             |
| --- | --- | --------------------------- |
| - Ángel Trinidad de Haro (Tours VB) - Artur Szalpuk (PGE Skra Bełchatów) - Jakub Ziobrowski (Cuprum Lubin) - Jan Fornal (MKS Będzin) - Michał Superlak (MKS Będzin) | - Antoine Brizard (Zenit Petersburg) - Kévin Tillie (Top Volley Cisterna) - Artur Udrys (Tours VB) - Patryk Niemiec (Aluron CMC Warta Zawiercie) - Dominik Jaglarski (BBTS Bielsko-Biała) - Jan Kopyść (Exact Systems Norwid Częstochowa) |                             |
| W trakcie sezonu | |                             |
| - Michał Kozłowski (Indykpol AZS Olsztyn (juniorzy)) | - Jakub Ziobrowski (LUK Politechnika Lublin) |                             |

| PGE Skra Bełchatów | PGE Skra Bełchatów | PGE Skra Bełchatów |
| Przychodzą | Odchodzą |                    |
| --- | --- | ------------------ |
| - Taylor Sander (powrót po przerwie) - Mihajlo Mitić (Black Volley Beskydy) - Mateusz Bieniek (Cucine Lube Civitanova) - Bartosz Filipiak (Trefl Gdańsk) - Mikołaj Sawicki (KPS Siedlce) - Sebastian Adamczyk (KPS Siedlce) | - Mariusz Wlazły (Trefl Gdańsk) - Jakub Kochanowski (Grupa Azoty ZAKSA Kędzierzyn-Koźle) - Artur Szalpuk (Verva Warszawa Orlen Paliwa) - Kamil Droszyński (Indykpol AZS Olsztyn) - Piotr Orczyk (Aluron CMC Warta Zawiercie) |                    |

| Jastrzębski Węgiel | Jastrzębski Węgiel | Jastrzębski Węgiel |
| Przychodzą | Odchodzą |                    |
| --- | --- | ------------------ |
| - Yacine Louati (Vero Volley Monza) - Eemi Tervaportti (Olympiakos Pireus) - Mohammed Al Hachdadi (Funvic Taubaté) - Łukasz Wiśniewski (Grupa Azoty ZAKSA Kędzierzyn-Koźle) - Rafał Szymura (GKS Katowice) - Stanisław Wawrzyńczyk (SCMU Craiova) - Szymon Biniek (KPS Siedlce) - Michał Gierżot (AT Jastrzębskiego Węgla) - Patryk Cichosz-Dzyga (AT Jastrzębskiego Węgla) | - Graham Vigrass (Fenerbahçe SK) - Christian Fromm (Olympiakos Pireus) - Julien Lyneel (Tonno Callipo Calabria Vibo Valentia) - Arturo Iglesias (szuka klubu) - Dawid Konarski (Cerrad Enea Czarni Radom) - Piotr Hain (Asseco Resovia Rzeszów) - Dominik Depowski (Aluron CMC Warta Zawiercie) - Paweł Rusek (zakończenie kariery) |                    |
| W trakcie sezonu | |                    |
| - Grzegorz Kosok (Asseco Resovia Rzeszów) | - Stanisław Wawrzyńczyk (Czarni Rząśnia) - Patryk Cichosz-Dzyga (Olimpia Sulęcin) |                    |

| Trefl Gdańsk | Trefl Gdańsk | Trefl Gdańsk |
| Przychodzą | Odchodzą |              |
| --- | --- | ------------ |
| - Moritz Reichert (Berlin Recycling Volleys) - Mariusz Wlazły (PGE Skra Bełchatów) - Mateusz Mika (Indykpol AZS Olsztyn) - Bartłomiej Lipiński (Cuprum Lubin) | - Ruben Schott (Indykpol AZS Olsztyn) - Bartosz Filipiak (PGE Skra Bełchatów) - Paweł Halaba (Aluron CMC Warta Zawiercie) - Wojciech Grzyb (zakończenie kariery) - Szymon Jakubiszak (Cuprum Lubin) |              |
| W trakcie sezonu | |              |
| - Bartosz Pietruczuk (eWinner Gwardia Wrocław) | |              |

| GKS Katowice | GKS Katowice                                                                                            | GKS Katowice |
| Przychodzą | Odchodzą                                                                                                |              |
| --- | --- | ------------ |
| - Sławomir Stolc (LUK Politechnika Lublin) - Dawid Ogórek (KS Lechia Tomaszów Mazowiecki) - Jakub Nowosielski (Gwardia Wrocław) | - Rafał Szymura (Jastrzębski Węgiel) - Szymon Gregorowicz (MKS Będzin) - Maciej Fijałek (MKS Andrychów) |              |

| Cerrad Enea Czarni Radom | Cerrad Enea Czarni Radom | Cerrad Enea Czarni Radom |
| Przychodzą | Odchodzą |                          |
| --- | --- | ------------------------ |
| - Wiktor Josifow (Vero Volley Monza) - Lucas Lóh (SESI São Paulo) - Dawid Konarski (Jastrzębski Węgiel) - Dawid Dryja (MKS Będzin) - Bartosz Zrajkowski (LUK Politechnika Lublin) - Daniel Gąsior (AZS AGH Kraków) - Maciej Nowowsiak (SMS PZPS Spała) - Artur Pasiński (UKS Mickiewicz Kluczbork) - Jakub Sadkowski (SMS PZPS Spała) | - Dejan Vinčić (VfB Friedrichshafen) - Alen Pajenk (Stade Poitevin Poitiers) - Atanasis Protopsaltis (Foinikas Syros) - Karol Butryn (Asseco Resovia Rzeszów) - Wojciech Włodarczyk (Kioene Padwa) - Michał Ruciak (Stal Nysa) - Damian Boruch (Avia Świdnik) - Łukasz Zugaj (UKS Sparta Grodzisk Mazowiecki) |                          |
| W trakcie sezonu | |                          |
| | - Lucas Lóh (Tours VB) |                          |

| Indykpol AZS Olsztyn | Indykpol AZS Olsztyn | Indykpol AZS Olsztyn |
| Przychodzą | Odchodzą |                      |
| --- | --- | -------------------- |
| - Javier Concepción (Obras San Juan Voley) - Dmytro Teriomenko (Tours VB) - Ruben Schott (Trefl Gdańsk) - Kamil Droszyński (PGE Skra Bełchatów) - Jędrzej Gruszczyński (Cuprum Lubin) - Przemysław Stępień (Grupa Azoty ZAKSA Kędzierzyn-Koźle) - Damian Schulz (Asseco Resovia Rzeszów) - Dawid Woch (BKS Visła Bydgoszcz) - Jakub Czerwiński (SMS PZPS Spała/Trefl Gdańsk (juniorzy)) | - Mohammad Musawi (Gas Sales Bluenergy Piacenza) - Jan Hadrava (Cucine Lube Civitanova) - Paweł Woicki (Asseco Resovia Rzeszów) - Mateusz Mika (Trefl Gdańsk) - Michał Żurek (Aluron CMC Warta Zawiercie) - Paweł Pietraszko (Cuprum Lubin) - Tomasz Kowalski (Exact Systems Norwid Częstochowa) - Dawid Sokołowski (KS Lechia Tomaszów Mazowiecki) - Jakub Zabłocki (KPS Gietrzwałd) |                      |
| W trakcie sezonu | |                      |
| - Nikodem Wolański (Saaremaa VK) | - Kamil Droszyński (Netzhoppers KW-Bestensee) - Mateusz Poręba (Vero Volley Monza) |                      |

| Ślepsk Malow Suwałki | Ślepsk Malow Suwałki | Ślepsk Malow Suwałki |
| Przychodzą | Odchodzą |                      |
| --- | --- | -------------------- |
| - Tomas Rousseaux (Asseco Resovia Rzeszów) - Mateusz Czunkiewicz (Stal Nysa) - Łukasz Kaczorowski (Stal Nysa) - Mateusz Sacharewicz (Cuprum Lubin) - Marcin Waliński (Aluron CMC Warta Zawiercie) - Sebastian Warda (ZAKSA Kędzierzyn-Koźle) | - Nicolas Szerszeń (Asseco Resovia Rzeszów) - Adrian Stańczak (szuka klubu) - Wojciech Siek (BBTS Bielsko-Biała) - Kamil Skrzypkowski (zakończenie kariery) |                      |

| Aluron CMC Warta Zawiercie | Aluron CMC Warta Zawiercie | Aluron CMC Warta Zawiercie |
| Przychodzą | Odchodzą |                            |
| --- | --- | -------------------------- |
| - Flávio Gualberto (SESC/Rio de Janeiro) - Garrett Muagututia (Calzedonia Werona) - Maximiliano Cavanna (Gas Sales Piacenza) - Ǵorǵi Ǵorǵiew (Paris Volley) - Paweł Halaba (Trefl Gdańsk) - Patryk Niemiec (Verva Warszawa Orlen Paliwa) - Michał Żurek (AZS Olsztyn) - Dominik Depowski (Jastrzębski Węgiel) - Piotr Orczyk (PGE Skra Bełchatów) | - Alexandre Ferreira (Seoul Woori Card Wibee) - Taichirō Koga (FC Tokyo) - Arshdeep Dosanjh (Qatar SC) - Nikołaj Penczew (Cuprum Lubin) - Pieter Verhees (Greenyard Maaseik) - Marcin Waliński (Ślepsk Malow Suwałki) - Bartosz Gawryszewski (MKS Będzin) - Łukasz Swodczyk (Avia Świdnik) - Piotr Lipiński (BKS Visła Bydgoszcz) - Wojciech Ferens (Cuprum Lubin) |                            |
| W trakcie sezonu | |                            |
| | - Dominik Depowski (Grupa Azoty ZAKSA Kędzierzyn-Koźle) |                            |

| MKS Będzin | MKS Będzin | MKS Będzin |
| Przychodzą | Odchodzą |            |
| --- | --- | ---------- |
| - Thiago Veloso (Rennes Volley 35) - José Ademar Santana (Rio de Janeiro Volei Clube) - Bartosz Gawryszewski (Aluron CMC Warta Zawiercie) - Łukasz Makowski (Elpis Ampelokipon) - Szymon Gregorowicz (GKS Katowice) - Tomasz Kalembka (Asseco Resovia Rzeszów) - Kacper Bobrowski (SPS Chrobry Głogów) - Michał Godlewski (Volley Näfels) | - David Sossenheimer (Sir Safety Conad Perugia) - Grzegorz Pająk (LUK Politechnika Lublin) - Michał Potera (Asseco Resovia Rzeszów) - Dawid Dryja (Cerrad Enea Czarni Radom) - Dawid Gunia (Cuprum Lubin) - Jan Fornal (Verva Warszawa Orlen Paliwa) - Michał Superlak (Verva Warszawa Orlen Paliwa) - Konrad Buczek (AZS AGH Kraków) - Piotr Macheta (Hutnik Dobry Wynik Kraków) |            |

| Cuprum Lubin | Cuprum Lubin | Cuprum Lubin |
| Przychodzą | Odchodzą |              |
| --- | --- | ------------ |
| - Ronald Jimenez (Tourcoing LM) - Nikołaj Penczew (Aluron CMC Warta Zawiercie) - Daniel Muniz De Oliveira (Apan Vôlei/Blumenau) - Szymon Jakubiszak (Trefl Gdańsk) - Kamil Szymura (BKS Visła Bydgoszcz) - Paweł Pietraszko (AZS Olsztyn) - Dawid Gunia (MKS Będzin) - Adam Lorenc (Krispol Września) - Wojciech Ferens (Aluron CMC Warta Zawiercie) - Mariusz Magnuszewski (MCKiS Jaworzno) | - Maksim Marozau (szuka klubu) - Robinson Dvoranen (Sporting CP) - Jakub Ziobrowski (Verva Warszawa Orlen Paliwa) - Damian Domagała (Asseco Resovia Rzeszów) - Jędrzej Gruszczyński (Indykpol AZS Olsztyn) - Bartłomiej Lipiński (Trefl Gdańsk) - Mateusz Sacharewicz (Ślepsk Malow Suwałki) - Filip Biegun (UKS Mickiewicz Kluczbork) - Maciej Gorzkiewicz (zakończenie kariery) |              |
| W trakcie sezonu | |              |
| | - Nikołaj Penczew (szuka klubu) - Daniel Muniz De Oliveira (TFL Altekma) |              |

| Asseco Resovia Rzeszów | Asseco Resovia Rzeszów | Asseco Resovia Rzeszów |
| Przychodzą | Odchodzą |                        |
| --- | --- | ---------------------- |
| - Klemen Čebulj (Itas Trentino) - Jeffrey Jendryk (Berlin Recycling Volleys) - Timo Tammemaa (Tours VB) - Robert Täht (Sir Safety Perugia) - Nicolas Szerszeń (Ślepsk Malow Suwałki) - Fabian Drzyzga (Lokomotiw Nowosybirsk) - Karol Butryn (Cerrad Enea Czarni Radom) - Paweł Woicki (Indykpol AZS Olsztyn) - Piotr Hain (Jastrzębski Węgiel) - Damian Domagała (Cuprum Lubin) - Michał Potera (MKS Będzin) | - Luke Perry (bez klubu) - Kawika Shoji (Kioene Padwa) - Nicholas Hoag (Fenerbahçe SK) - Nicolas Maréchal (VfB Friedrichshafen) - Tomas Rousseaux (Ślepsk Malow Suwałki) - Olieg Achrem (zakończenie kariery) - Marcin Komenda (Stal Nysa) - Bartłomiej Lemański (Stal Nysa) - Zbigniew Bartman (Stal Nysa) - Damian Schulz (Indykpol AZS Olsztyn) - Grzegorz Kosok (Jastrzębski Węgiel) - Tomasz Kalembka (MKS Będzin) |                        |
| W trakcie sezonu | |                        |
| - Simone Parodi (Prisma Volley Taranto) | - Robert Täht |                        |

| Stal Nysa | Stal Nysa | Stal Nysa |
| Przychodzą | Odchodzą |           |
| --- | --- | --------- |
| - Wassim Ben Tara (GFC Ajaccio VB) - Michał Filip (BKS Visła Bydgoszcz) - Marcin Komenda (Asseco Resovia Rzeszów) - Bartłomiej Lemański (Asseco Resovia Rzeszów) - Zbigniew Bartman (Asseco Resovia Rzeszów) - Michał Ruciak (Cerrad Enea Czarni Radom) | - Mateusz Czunkiewicz (Ślepsk Malow Suwałki) - Bartosz Krzysiek (Daejeon Samsung Bluefangs) - Łukasz Kaczorowski (Ślepsk Malow Suwałki) - Jarosław Mucha (Exact Systems Norwid Częstochowa) - Damian Dobosz (KPS Siedlce) - Sebastian Matula (VK Ostrava) |           |
| W trakcie sezonu | |           |
| - Maciej Naliwajko (Olimpia Sulęcin) | - Zbigniew Bartman (Al-Nasr Dubaj) |           |

## Składy drużyn
| Aluron CMC Warta Zawiercie | Aluron CMC Warta Zawiercie       | Aluron CMC Warta Zawiercie | Aluron CMC Warta Zawiercie | Aluron CMC Warta Zawiercie |
| Nr                         | Imię i nazwisko                  | Data ur.                   | Wzrost                     | Pozycja                    |
| -------------------------- | -------------------------------- | -------------------------- | -------------------------- | -------------------------- |
| 1                          | Ǵorǵi Ǵorǵiew                    | 22.05.1992                 | 197                        | rozgrywający               |
| 3                          | Michał Żurek                     | 03.06.1988                 | 182                        | libero                     |
| 5                          | Patryk Niemiec                   | 18.02.1997                 | 202                        | środkowy                   |
| 6                          | Mateusz Malinowski               | 06.05.1992                 | 197                        | atakujący                  |
| 9                          | Krzysztof Andrzejewski           | 26.01.1983                 | 180                        | libero                     |
| 11                         | Marcin Kania                     | 14.02.1996                 | 203                        | środkowy                   |
| 12                         | Grzegorz Bociek                  | 06.06.1991                 | 207                        | atakujący                  |
| 13                         | Flávio Gualberto                 | 22.04.1993                 | 200                        | środkowy                   |
| 14                         | Maximiliano Cavanna              | 02.07.1988                 | 188                        | rozgrywający               |
| 15                         | Paweł Halaba                     | 14.12.1995                 | 195                        | przyjmujący                |
| 17                         | Piotr Orczyk                     | 19.03.1993                 | 198                        | przyjmujący                |
| 18                         | Garrett Muagututia               | 26.02.1988                 | 205                        | przyjmujący                |
| 19                         | Patryk Czarnowski                | 01.11.1985                 | 202                        | środkowy                   |
| Odeszli w trakcie sezonu   |                                  |                            |                            |                            |
| 7                          | Dominik Depowski (do 31.01.2021) | 27.10.1995                 | 203                        | przyjmujący                |
| Trenerzy                   |                                  |                            |                            |                            |
|                            | Igor Kolaković                   | Trener                     | Trener                     | Trener                     |
|                            | Dominik Kwapisiewicz             | Asystent trenera           | Asystent trenera           | Asystent trenera           |

| Asseco Resovia Rzeszów                  | Asseco Resovia Rzeszów            | Asseco Resovia Rzeszów | Asseco Resovia Rzeszów | Asseco Resovia Rzeszów |
| Nr                                      | Imię i nazwisko                   | Data ur.               | Wzrost                 | Pozycja                |
| --------------------------------------- | --------------------------------- | ---------------------- | ---------------------- | ---------------------- |
| 1                                       | Bartłomiej Krulicki               | 15.09.1993             | 205                    | środkowy               |
| 3                                       | Simone Parodi (od 07.12.2020)     | 16.06.1986             | 195                    | przyjmujący            |
| 9                                       | Nicolas Szerszeń                  | 31.12.1996             | 195                    | przyjmujący            |
| 10                                      | Damian Domagała                   | 23.04.1998             | 200                    | atakujący              |
| 11                                      | Fabian Drzyzga                    | 03.01.1990             | 196                    | rozgrywający           |
| 12                                      | Paweł Woicki                      | 29.06.1983             | 183                    | rozgrywający           |
| 13                                      | Michał Potera                     | 06.03.1988             | 183                    | libero                 |
| 14                                      | Rafał Buszek                      | 28.04.1987             | 196                    | przyjmujący            |
| 15                                      | Jeffrey Jendryk                   | 15.09.1995             | 208                    | środkowy               |
| 16                                      | Piotr Hain                        | 26.02.1991             | 207                    | środkowy               |
| 18                                      | Klemen Čebulj                     | 21.02.1992             | 202                    | przyjmujący            |
| 21                                      | Karol Butryn                      | 18.06.1993             | 193                    | atakujący              |
| 23                                      | Bartosz Mariański                 | 26.05.1992             | 187                    | libero                 |
| 48                                      | Timo Tammemaa                     | 18.11.1991             | 202                    | środkowy               |
| 50                                      | Mikołaj Być (1)                   |                        |                        | atakujący              |
| 51                                      | Miłosz Iszczuk (1)                |                        |                        | przyjmujący            |
| 52                                      | Mikołaj Słotarski (1)             | 02.10.2002             |                        | rozgrywający           |
| 53                                      | Nikodem Szytuła (1)               |                        |                        | libero                 |
| Odeszli w trakcie sezonu                |                                   |                        |                        |                        |
| 24                                      | Robert Täht (do 31.03.2021)       | 15.08.1993             | 192                    | przyjmujący            |
| Trenerzy                                |                                   |                        |                        |                        |
|                                         | Alberto Giuliani                  | Trener                 | Trener                 | Trener                 |
|                                         | Alfredo Martilotti i Olieg Achrem | Asystenci trenera      | Asystenci trenera      | Asystenci trenera      |
| (1) Występował w drużynie młodzieżowej. |                                   |                        |                        |                        |

| Cerrad Enea Czarni Radom | Cerrad Enea Czarni Radom       | Cerrad Enea Czarni Radom | Cerrad Enea Czarni Radom | Cerrad Enea Czarni Radom |
| Nr                       | Imię i nazwisko                | Data ur.                 | Wzrost                   | Pozycja                  |
| ------------------------ | ------------------------------ | ------------------------ | ------------------------ | ------------------------ |
| 1                        | Dawid Dryja                    | 21.07.1992               | 201                      | środkowy                 |
| 2                        | Michał Ostrowski               | 29.03.1990               | 203                      | środkowy                 |
| 3                        | Michał Kędzierski              | 09.08.1994               | 194                      | rozgrywający             |
| 5                        | Bartłomiej Grzechnik           | 08.02.1993               | 200                      | środkowy                 |
| 6                        | Dawid Konarski                 | 31.08.1989               | 198                      | atakujący                |
| 9                        | Daniel Gąsior                  | 09.01.1995               | 200                      | atakujący                |
| 11                       | Wiktor Josifow                 | 16.10.1985               | 205                      | środkowy                 |
| 12                       | Bartosz Zrajkowski             | 30.04.1986               | 191                      | rozgrywający             |
| 13                       | Mateusz Masłowski              | 13.06.1997               | 185                      | libero                   |
| 14                       | Artur Pasiński                 | 29.03.1996               | 200                      | przyjmujący              |
| 15                       | Brenden Sander                 | 22.12.1995               | 193                      | przyjmujący              |
| 17                       | Bartosz Firszt                 | 19.03.1999               | 198                      | przyjmujący              |
| 18                       | Maciej Nowowsiak               | 20.09.2001               | 189                      | libero                   |
| 19                       | Jakub Sadkowski                | 25.02.2002               | 208                      | środkowy                 |
| Odeszli w trakcie sezonu |                                |                          |                          |                          |
| 7                        | Lucas Lóh (do 23.02.2021)      | 18.01.1991               | 195                      | przyjmujący              |
| Trenerzy                 |                                |                          |                          |                          |
|                          | Dmitrij Skoryj (od 14.01.2021) | Trener                   | Trener                   | Trener                   |
|                          | Robert Prygiel (do 14.01.2021) | Trener                   | Trener                   | Trener                   |
|                          |                                | Asystent trenera         |                          |                          |

| Cuprum Lubin             | Cuprum Lubin                             | Cuprum Lubin     | Cuprum Lubin     | Cuprum Lubin     |
| Nr                       | Imię i nazwisko                          | Data ur.         | Wzrost           | Pozycja          |
| ------------------------ | ---------------------------------------- | ---------------- | ---------------- | ---------------- |
| 2                        | Kamil Maruszczyk                         | 13.01.1993       | 191              | przyjmujący      |
| 4                        | Dawid Gunia                              | 01.01.1987       | 203              | środkowy         |
| 5                        | Wojciech Ferens                          | 05.04.1991       | 194              | przyjmujący      |
| 6                        | Bartłomiej Zawalski                      | 13.02.1999       | 204              | środkowy         |
| 7                        | Adam Lorenc                              | 30.10.1998       | 197              | atakujący        |
| 11                       | Szymon Jakubiszak                        | 13.02.1998       | 208              | przyjmujący      |
| 12                       | Przemysław Smoliński                     | 27.11.1992       | 201              | środkowy         |
| 13                       | Ronald Jimenez                           | 09.01.1990       | 200              | atakujący        |
| 14                       | Mariusz Magnuszewski                     | 14.09.1997       | 194              | rozgrywający     |
| 15                       | Miguel Tavares                           | 02.03.1993       | 191              | rozgrywający     |
| 16                       | Bartosz Makoś                            | 01.08.1998       | 175              | libero           |
| 20                       | Kamil Szymura                            | 24.01.1999       | 185              | libero           |
| Odeszli w trakcie sezonu |                                          |                  |                  |                  |
| 10                       | Daniel Muniz De Oliveira (do 24.11.2020) | 21.08.1997       | 194              | przyjmujący      |
| 17                       | Nikołaj Penczew (do 26.02.2021)          | 22.05.1992       | 196              | przyjmujący      |
| Trenerzy                 |                                          |                  |                  |                  |
|                          | Marcelo Fronckowiak                      | Trener           | Trener           | Trener           |
|                          | Paweł Rusek                              | Asystent trenera | Asystent trenera | Asystent trenera |

| GKS Katowice | GKS Katowice      | GKS Katowice     | GKS Katowice     | GKS Katowice     |
| Nr           | Imię i nazwisko   | Data ur.         | Wzrost           | Pozycja          |
| ------------ | ----------------- | ---------------- | ---------------- | ---------------- |
| 1            | Jan Nowakowski    | 17.05.1994       | 202              | środkowy         |
| 2            | Jakub Szymański   | 25.03.1998       | 200              | przyjmujący      |
| 3            | Wiktor Musiał     | 30.03.1993       | 194              | atakujący        |
| 5            | Miłosz Zniszczoł  | 02.07.1986       | 200              | środkowy         |
| 7            | Jakub Jarosz      | 10.02.1987       | 197              | atakujący        |
| 9            | Sławomir Stolc    | 23.01.1993       | 198              | przyjmujący      |
| 10           | Jakub Nowosielski | 11.02.1993       | 193              | rozgrywający     |
| 11           | Adrian Buchowski  | 30.09.1991       | 194              | przyjmujący      |
| 12           | Emanuel Kohút     | 21.07.1982       | 206              | środkowy         |
| 13           | Jan Firlej        | 26.09.1996       | 188              | rozgrywający     |
| 14           | Kamil Drzazga     | 11.09.2000       | 212              | środkowy         |
| 15           | Kamil Kwasowski   | 13.09.1990       | 199              | przyjmujący      |
| 21           | Dustin Watten     | 27.10.1986       | 183              | libero           |
| 23           | Dawid Ogórek      | 30.07.1990       | 193              | libero           |
| Trenerzy     |                   |                  |                  |                  |
|              | Grzegorz Słaby    | Trener           | Trener           | Trener           |
|              | Damian Musiak     | Asystent trenera | Asystent trenera | Asystent trenera |

| Grupa Azoty ZAKSA Kędzierzyn-Koźle                     | Grupa Azoty ZAKSA Kędzierzyn-Koźle | Grupa Azoty ZAKSA Kędzierzyn-Koźle | Grupa Azoty ZAKSA Kędzierzyn-Koźle | Grupa Azoty ZAKSA Kędzierzyn-Koźle |
| Nr                                                     | Imię i nazwisko                    | Data ur.                           | Wzrost                             | Pozycja                            |
| ------------------------------------------------------ | ---------------------------------- | ---------------------------------- | ---------------------------------- | ---------------------------------- |
| 1                                                      | Paweł Zatorski                     | 21.06.1990                         | 184                                | libero                             |
| 2                                                      | Łukasz Kaczmarek                   | 29.06.1994                         | 204                                | atakujący                          |
| 3                                                      | Jakub Kochanowski                  | 17.07.1997                         | 199                                | środkowy                           |
| 4                                                      | Krzysztof Rejno                    | 22.02.1993                         | 203                                | środkowy                           |
| 5                                                      | Mateusz Maciejewicz (1)            | 12.03.2002                         | 180                                | rozgrywający                       |
| 6                                                      | Benjamin Toniutti                  | 30.10.1989                         | 183                                | rozgrywający                       |
| 7                                                      | Piotr Łukasik                      | 11.07.1994                         | 208                                | przyjmujący                        |
| 8                                                      | Adrian Staszewski                  | 31.05.1990                         | 196                                | przyjmujący                        |
| 9                                                      | Bartłomiej Kluth                   | 20.12.1992                         | 210                                | atakujący                          |
| 10                                                     | Markus Kosian (1)                  | 10.03.2000                         | 201                                | środkowy                           |
| 11                                                     | Aleksander Śliwka                  | 24.05.1995                         | 196                                | przyjmujący                        |
| 13                                                     | Kamil Semeniuk                     | 16.07.1996                         | 194                                | przyjmujący                        |
| 15                                                     | David Smith                        | 15.05.1985                         | 201                                | środkowy                           |
| 16                                                     | Dominik Depowski (od 01.02.2021)   | 27.10.1995                         | 203                                | przyjmujący                        |
| 17                                                     | Rafał Prokopczuk (1)               | 23.03.1999                         | 187                                | rozgrywający                       |
| 18                                                     | Jan Pogłodziński (1)               | 09.03.2001                         | 184                                | libero                             |
| 19                                                     | Filip Grygiel (1)                  | 12.02.2000                         | 200                                | atakujący                          |
| 20                                                     | Ernest Kaciczak (1)                | 25.01.2000                         | 203                                | przyjmujący                        |
| 66                                                     | Mateusz Zawalski (1)               | 07.02.1995                         | 198                                | środkowy                           |
| 71                                                     | Korneliusz Banach (1)              | 25.01.1994                         | 180                                | libero                             |
| Trenerzy                                               |                                    |                                    |                                    |                                    |
|                                                        | Nikola Grbić                       | Trener                             | Trener                             | Trener                             |
|                                                        | Michał Chadała                     | Asystent trenera                   | Asystent trenera                   | Asystent trenera                   |
| (1) Występował także w klubie ZAKSA Strzelce Opolskie. |                                    |                                    |                                    |                                    |

| Indykpol AZS Olsztyn     | Indykpol AZS Olsztyn             | Indykpol AZS Olsztyn | Indykpol AZS Olsztyn | Indykpol AZS Olsztyn |
| Nr                       | Imię i nazwisko                  | Data ur.             | Wzrost               | Pozycja              |
| ------------------------ | -------------------------------- | -------------------- | -------------------- | -------------------- |
| 2                        | Dawid Woch                       | 16.05.1997           | 198                  | środkowy             |
| 3                        | Jędrzej Gruszczyński             | 13.11.1997           | 186                  | libero               |
| 4                        | Przemysław Stępień               | 07.02.1994           | 185                  | rozgrywający         |
| 5                        | Javier Concepción                | 27.12.1997           | 200                  | środkowy             |
| 6                        | Robbert Andringa                 | 28.04.1990           | 192                  | przyjmujący          |
| 7                        | Damian Schulz                    | 26.02.1990           | 208                  | atakujący            |
| 9                        | Jakub Czerwiński                 | 22.07.2001           | 194                  | przyjmujący          |
| 10                       | Remigiusz Kapica                 | 28.09.2000           | 200                  | atakujący            |
| 12                       | Dmytro Teriomenko                | 01.02.1987           | 200                  | środkowy             |
| 13                       | Ruben Schott                     | 08.07.1994           | 192                  | przyjmujący          |
| 15                       | Jakub Ciunajtis                  | 06.09.1998           | 177                  | libero               |
| 17                       | Nikodem Wolański (od 30.01.2021) | 19.01.1994           | 198                  | rozgrywający         |
| 18                       | Wiktor Janiszewski               | 01.03.2002           | 194                  | przyjmujący          |
| 21                       | Wojciech Żaliński                | 08.01.1988           | 195                  | przyjmujący          |
| Odeszli w trakcie sezonu |                                  |                      |                      |                      |
| 11                       | Kamil Droszyński (do 27.01.2021) | 28.01.1997           | 190                  | rozgrywający         |
| 16                       | Mateusz Poręba (do 08.03.2021)   | 24.08.1999           | 203                  | środkowy             |
| Trenerzy                 |                                  |                      |                      |                      |
|                          | Daniel Castellani                | Trener               | Trener               | Trener               |
|                          | Marcin Mierzejewski              | Asystent trenera     | Asystent trenera     | Asystent trenera     |

| Jastrzębski Węgiel                      | Jastrzębski Węgiel                    | Jastrzębski Węgiel | Jastrzębski Węgiel | Jastrzębski Węgiel |
| Nr                                      | Imię i nazwisko                       | Data ur.           | Wzrost             | Pozycja            |
| --------------------------------------- | ------------------------------------- | ------------------ | ------------------ | ------------------ |
| 1                                       | Filip Jarosiński (1)                  | 30.06.2002         | 191                | przyjmujący        |
| 2                                       | Marek Komorowski (1)                  | 25.04.2002         | 197                | atakujący          |
| 3                                       | Jakub Popiwczak                       | 17.04.1996         | 180                | libero             |
| 4                                       | Yacine Louati                         | 04.03.1992         | 197                | przyjmujący        |
| 5                                       | Jakub Bucki                           | 13.08.1988         | 197                | atakujący          |
| 7                                       | Mariusz Połyński (1)                  | 02.02.2002         | 197                | środkowy           |
| 8                                       | Michał Gierżot                        | 04.10.2001         | 205                | przyjmujący        |
| 9                                       | Łukasz Wiśniewski                     | 03.02.1989         | 198                | środkowy           |
| 10                                      | Lukas Kampa                           | 29.11.1986         | 195                | rozgrywający       |
| 11                                      | Mohammed Al Hachdadi                  | 02.02.1991         | 198                | atakujący          |
| 13                                      | Jurij Hładyr                          | 08.07.1984         | 202                | środkowy           |
| 14                                      | Eemi Tervaportti                      | 26.07.1989         | 193                | rozgrywający       |
| 15                                      | Michał Szalacha                       | 15.01.1994         | 202                | środkowy           |
| 18                                      | Maksymilian Granieczny (1)            | 07.07.2005         | 177                | libero             |
| 21                                      | Tomasz Fornal                         | 31.08.1997         | 200                | przyjmujący        |
| 22                                      | Konrad Kundera (1)                    | 22.01.2002         | 192                | rozgrywający       |
| 24                                      | Szymon Biniek                         | 30.07.1995         | 188                | libero             |
| 26                                      | Rafał Szymura                         | 29.08.1995         | 196                | przyjmujący        |
| 44                                      | Grzegorz Kosok (od 02.12.2020)        | 02.03.1986         | 206                | środkowy           |
| Odeszli w trakcie sezonu                |                                       |                    |                    |                    |
| 12                                      | Stanisław Wawrzyńczyk (do 13.10.2020) | 04.01.1990         | 200                | przyjmujący        |
| 20                                      | Patryk Cichosz-Dzyga (do 30.01.2021)  | 05.01.2001         | 210                | środkowy           |
| Trenerzy                                |                                       |                    |                    |                    |
|                                         | Andrea Gardini (od 22.01.2021)        | Trener             | Trener             | Trener             |
|                                         | Luke Reynolds (do 21.01.2021)         | Trener             | Trener             | Trener             |
|                                         | Leszek Dejewski                       | Asystent trenera   | Asystent trenera   | Asystent trenera   |
| (1) Występował w drużynie młodzieżowej. |                                       |                    |                    |                    |

| MKS Będzin                                                                                      | MKS Będzin           | MKS Będzin       | MKS Będzin       | MKS Będzin       |
| Nr                                                                                              | Imię i nazwisko      | Data ur.         | Wzrost           | Pozycja          |
| ----------------------------------------------------------------------------------------------- | -------------------- | ---------------- | ---------------- | ---------------- |
| 2                                                                                               | Rafał Sobański       | 10.08.1991       | 195              | przyjmujący      |
| 3                                                                                               | Łukasz Makowski      | 21.02.1989       | 187              | rozgrywający     |
| 4                                                                                               | Wiktor Haduch        | 02.01.2001       | 183              | libero           |
| 5                                                                                               | Artur Ratajczak      | 18.09.1990       | 206              | środkowy         |
| 7                                                                                               | Jakub Bednaruk (1)   | 09.09.1976       | 188              | rozgrywający     |
| 8                                                                                               | Tomasz Kalembka      | 30.06.1991       | 205              | środkowy         |
| 10                                                                                              | Bartosz Gawryszewski | 22.08.1985       | 202              | środkowy         |
| 11                                                                                              | Thiago Veloso        | 15.08.1993       | 185              | rozgrywający     |
| 13                                                                                              | Kacper Bobrowski     | 08.10.1997       | 190              | przyjmujący      |
| 14                                                                                              | Bartosz Schmidt      | 03.06.1991       | 200              | środkowy         |
| 16                                                                                              | Rafał Faryna         | 28.09.1994       | 200              | atakujący        |
| 17                                                                                              | Szymon Gregorowicz   | 07.03.1994       | 183              | libero           |
| 19                                                                                              | José Ademar Santana  | 06.02.1996       | 198              | przyjmujący      |
| 21                                                                                              | Michał Godlewski     | 12.11.1998       | 200              | atakujący        |
| Trenerzy                                                                                        |                      |                  |                  |                  |
|                                                                                                 | Jakub Bednaruk       | Trener           | Trener           | Trener           |
|                                                                                                 | Emil Siewiorek       | Asystent trenera | Asystent trenera | Asystent trenera |
| (1) Ze względu na braki kadrowe Jakub Bednaruk został zgłoszony w 6. kolejce do kadry meczowej. |                      |                  |                  |                  |

| PGE Skra Bełchatów | PGE Skra Bełchatów   | PGE Skra Bełchatów | PGE Skra Bełchatów | PGE Skra Bełchatów |
| Nr                 | Imię i nazwisko      | Data ur.           | Wzrost             | Pozycja            |
| ------------------ | -------------------- | ------------------ | ------------------ | ------------------ |
| 1                  | Bartosz Filipiak     | 27.02.1994         | 197                | atakujący          |
| 3                  | Taylor Sander        | 17.03.1992         | 196                | przyjmujący        |
| 6                  | Karol Kłos           | 08.08.1989         | 201                | środkowy           |
| 7                  | Sebastian Adamczyk   | 18.02.1999         | 208                | środkowy           |
| 8                  | Milan Katić          | 22.10.1993         | 202                | przyjmujący        |
| 11                 | Milad Ebadipur       | 17.10.1993         | 196                | przyjmujący        |
| 12                 | Dušan Petković       | 27.01.1992         | 200                | atakujący          |
| 15                 | Grzegorz Łomacz      | 01.10.1987         | 187                | rozgrywający       |
| 16                 | Kacper Piechocki     | 17.12.1995         | 184                | libero             |
| 18                 | Robert Milczarek     | 28.11.1983         | 188                | libero             |
| 20                 | Mateusz Bieniek      | 05.04.1994         | 210                | środkowy           |
| 26                 | Mihajlo Mitić        | 17.09.1990         | 201                | rozgrywający       |
| 55                 | Mikołaj Sawicki      | 23.11.1999         | 198                | przyjmujący        |
| 99                 | Norbert Huber        | 14.08.1998         | 207                | środkowy           |
| Trenerzy           |                      |                    |                    |                    |
|                    | Michał Mieszko Gogol | Trener             | Trener             | Trener             |
|                    | Radosław Kolanek     | Asystent trenera   | Asystent trenera   | Asystent trenera   |

| Stal Nysa                | Stal Nysa                        | Stal Nysa        | Stal Nysa        | Stal Nysa        |
| Nr                       | Imię i nazwisko                  | Data ur.         | Wzrost           | Pozycja          |
| ------------------------ | -------------------------------- | ---------------- | ---------------- | ---------------- |
| 1                        | Maciej Zajder                    | 31.01.1988       | 202              | środkowy         |
| 4                        | Kamil Długosz                    | 20.03.1992       | 200              | przyjmujący      |
| 5                        | Marcin Komenda                   | 24.05.1996       | 198              | rozgrywający     |
| 8                        | Bartosz Bućko                    | 06.01.1996       | 195              | przyjmujący      |
| 10                       | Wassim Ben Tara                  | 03.08.1996       | 203              | atakujący        |
| 11                       | Moustapha M’Baye                 | 18.09.1992       | 198              | środkowy         |
| 16                       | Kamil Dembiec                    | 07.02.1992       | 178              | libero           |
| 17                       | Michał Ruciak                    | 22.08.1983       | 190              | libero           |
| 23                       | Maciej Naliwajko (od 17.01.2021) | 16.04.1990       | 195              | przyjmujący      |
| 44                       | Mariusz Schamlewski              | 16.01.1991       | 198              | środkowy         |
| 77                       | Bartłomiej Lemański              | 19.03.1996       | 217              | środkowy         |
| 91                       | Patryk Szczurek                  | 06.02.1991       | 193              | rozgrywający     |
| 93                       | Łukasz Łapszyński                | 23.09.1993       | 195              | przyjmujący      |
| 94                       | Michał Filip                     | 31.08.1994       | 195              | atakujący        |
| Odeszli w trakcie sezonu |                                  |                  |                  |                  |
| 9                        | Zbigniew Bartman (do 30.12.2020) | 04.05.1987       | 198              | przyjmujący      |
| Trenerzy                 |                                  |                  |                  |                  |
|                          | Krzysztof Stelmach               | Trener           | Trener           | Trener           |
|                          | Wojciech Janas                   | Asystent trenera | Asystent trenera | Asystent trenera |

| Ślepsk Malow Suwałki | Ślepsk Malow Suwałki | Ślepsk Malow Suwałki | Ślepsk Malow Suwałki | Ślepsk Malow Suwałki |
| Nr                   | Imię i nazwisko      | Data ur.             | Wzrost               | Pozycja              |
| -------------------- | -------------------- | -------------------- | -------------------- | -------------------- |
| 1                    | Marcin Waliński      | 24.10.1990           | 196                  | przyjmujący          |
| 2                    | Patryk Szwaradzki    | 27.06.1995           | 194                  | atakujący            |
| 3                    | Łukasz Kaczorowski   | 12.05.1988           | 196                  | atakujący            |
| 7                    | Tomas Rousseaux      | 31.03.1994           | 198                  | przyjmujący          |
| 8                    | Kévin Klinkenberg    | 04.10.1990           | 198                  | przyjmujący          |
| 9                    | Sebastian Warda      | 18.01.1989           | 204                  | środkowy             |
| 10                   | Bartłomiej Bołądź    | 28.09.1994           | 203                  | atakujący            |
| 11                   | Andreas Takvam       | 04.06.1993           | 201                  | środkowy             |
| 12                   | Łukasz Rudzewicz     | 25.01.1985           | 198                  | środkowy             |
| 14                   | Cezary Sapiński      | 28.09.1994           | 203                  | środkowy             |
| 16                   | Paweł Filipowicz     | 07.05.1992           | 189                  | libero               |
| 17                   | Mateusz Sacharewicz  | 23.10.1989           | 198                  | środkowy             |
| 18                   | Kacper Gonciarz      | 31.08.1992           | 191                  | rozgrywający         |
| 24                   | Mateusz Czunkiewicz  | 16.12.1996           | 183                  | libero               |
| 25                   | Jakub Rohnka         | 10.03.1992           | 194                  | przyjmujący          |
| 91                   | Joshua Tuaniga       | 18.03.1997           | 191                  | rozgrywający         |
| Trenerzy             |                      |                      |                      |                      |
|                      | Andrzej Kowal        | Trener               | Trener               | Trener               |
|                      | Mateusz Kuśmierz     | Asystent trenera     | Asystent trenera     | Asystent trenera     |

| Trefl Gdańsk                            | Trefl Gdańsk                       | Trefl Gdańsk     | Trefl Gdańsk     | Trefl Gdańsk     |
| Nr                                      | Imię i nazwisko                    | Data ur.         | Wzrost           | Pozycja          |
| --------------------------------------- | ---------------------------------- | ---------------- | ---------------- | ---------------- |
| 1                                       | Bartłomiej Lipiński                | 16.11.1996       | 201              | przyjmujący      |
| 2                                       | Mariusz Wlazły                     | 04.08.1983       | 194              | atakujący        |
| 4                                       | Łukasz Kozub                       | 03.11.1997       | 186              | rozgrywający     |
| 5                                       | Marcin Janusz                      | 31.07.1994       | 195              | rozgrywający     |
| 6                                       | Dawid Pruszkowski (1)              |                  |                  | libero           |
| 7                                       | Bartosz Pietruczuk (od 14.01.2021) | 26.02.1993       | 197              | przyjmujący      |
| 8                                       | Michał Inerowicz (1)               | 04.06.2002       | 185              | rozgrywający     |
| 9                                       | Kewin Sasak                        | 20.02.1997       | 208              | atakujący        |
| 10                                      | Moritz Reichert                    | 15.03.1995       | 195              | przyjmujący      |
| 11                                      | Mateusz Janikowski                 | 05.05.1999       | 201              | przyjmujący      |
| 12                                      | Karol Urbanowicz                   | 24.02.2001       | 200              | środkowy         |
| 14                                      | Maciej Olenderek                   | 16.10.1992       | 178              | libero           |
| 15                                      | Mateusz Mika                       | 21.01.1991       | 207              | przyjmujący      |
| 16                                      | Fabian Majcherski                  | 28.03.1997       | 175              | libero           |
| 17                                      | Bartłomiej Mordyl                  | 21.01.1995       | 201              | środkowy         |
| 18                                      | Pablo Crer                         | 12.06.1989       | 205              | środkowy         |
| 19                                      | Seweryn Lipiński                   | 2001             |                  | środkowy         |
| 23                                      | Jordan Zaleszczyk (1)              | 23.04.2002       | 203              | środkowy         |
| Trenerzy                                |                                    |                  |                  |                  |
|                                         | Michał Winiarski                   | Trener           | Trener           | Trener           |
|                                         | Roberto Rotari                     | Asystent trenera | Asystent trenera | Asystent trenera |
| (1) Występował w drużynie młodzieżowej. |                                    |                  |                  |                  |

| Verva Warszawa Orlen Paliwa | Verva Warszawa Orlen Paliwa      | Verva Warszawa Orlen Paliwa | Verva Warszawa Orlen Paliwa | Verva Warszawa Orlen Paliwa |
| Nr                          | Imię i nazwisko                  | Data ur.                    | Wzrost                      | Pozycja                     |
| --------------------------- | -------------------------------- | --------------------------- | --------------------------- | --------------------------- |
| 1                           | Jakub Kowalczyk                  | 26.06.1986                  | 200                         | środkowy                    |
| 2                           | Bartosz Kwolek                   | 17.07.1997                  | 193                         | przyjmujący                 |
| 4                           | Jan Król                         | 23.08.1989                  | 198                         | atakujący                   |
| 7                           | Ángel Trinidad de Haro           | 27.03.1993                  | 195                         | rozgrywający                |
| 8                           | Andrzej Wrona                    | 27.12.1988                  | 206                         | środkowy                    |
| 11                          | Piotr Nowakowski                 | 18.12.1987                  | 205                         | środkowy                    |
| 13                          | Igor Grobelny                    | 08.06.1993                  | 194                         | przyjmujący                 |
| 14                          | Michał Superlak                  | 16.11.1993                  | 206                         | atakujący                   |
| 18                          | Damian Wojtaszek                 | 07.09.1988                  | 180                         | libero                      |
| 20                          | Michał Kozłowski (od 28.10.2020) | 14.04.2001                  | 203                         | środkowy                    |
| 21                          | Artur Szalpuk                    | 20.03.1995                  | 201                         | przyjmujący                 |
| 23                          | Jan Fornal                       | 14.01.1995                  | 191                         | przyjmujący                 |
| 85                          | Michał Kozłowski                 | 16.02.1985                  | 191                         | rozgrywający                |
| Odeszli w trakcie sezonu    |                                  |                             |                             |                             |
| 9                           | Jakub Ziobrowski (do 29.01.2021) | 23.01.1997                  | 202                         | atakujący                   |
| Trenerzy                    |                                  |                             |                             |                             |
|                             | Andrea Anastasi                  | Trener                      | Trener                      | Trener                      |
|                             | Piotr Graban                     | Asystent trenera            | Asystent trenera            | Asystent trenera            |